# Cantal (département)
Pour les articles homonymes, voir Cantal.
Le Cantal (/kɑ̃.tal/) est un département français faisant partie de la région Auvergne-Rhône-Alpes. Il doit son nom au massif volcanique du Cantal qui occupe le centre de son territoire. L'Insee et La Poste lui attribuent le code 15. Sa préfecture est Aurillac.
Il correspond approximativement à la Haute-Auvergne, partition territoriale utilisée par les historiens dont les limites varient selon les auteurs.

## Toponymie
Ses habitants sont appelés les Cantaliens ou, plus familièrement, les Cantalous.
Le mot Cantal est issu du gaulois Cantalo- qui voudrait dire « frontière » dans cette langue celtique, bien que le sens de cantalon (attesté dans l'inscription gauloise d’Auxey : Iccauos Oppianicnos ieuru Brigindone catalon « Iccauos fils d’Oppianos a dédié à Brigindona ce cantalon ») reste en fait indéterminé « pilier, monument circulaire » ou « chant récitation » ?. Le massif du Cantal séparait le territoire des Arvernes (Auvergne) au nord de celui des Rutènes (Rouergue) et des Eleutètes (Lieutadès) au sud.
Dans les langues régionales autrefois parlées se retrouvaient les formes Cantal en aurillacois tandis qu'en auvergnat son nom était Chantar (écriture auvergnate unifiée / phonétique / Chantal (graphie classique).

## Histoire

Carte du Cantal (1790).

Ce département a été créé le 4 mars 1790 en application de la loi du 22 décembre 1789. Il correspond à la partie sud de l'ancienne province d'Auvergne, plus précisément aux trois bailliages des Montagnes d'Auvergne, d'Aurillac et de Carlat ainsi que certaines parties du Dauphiné d'Auvergne.
Par la loi des 11-12 septembre 1791, la Constituante met fin à l'alternat des chefs-lieux de département, sauf pour le Cantal où elle maintient l'alternat entre Saint-Flour et Aurillac. Par la loi du 19 messidor an II (7 juillet 1794), la Convention montagnarde y met fin en fixant le chef-lieu du Cantal à Aurillac.
À sa création, le Cantal compte 273 communes, contre 246 le 1er janvier 2020.
Au 1er janvier 2016 la région Auvergne, à laquelle appartenait le département, fusionne avec la région Rhône-Alpes pour devenir la nouvelle région administrative Auvergne-Rhône-Alpes.

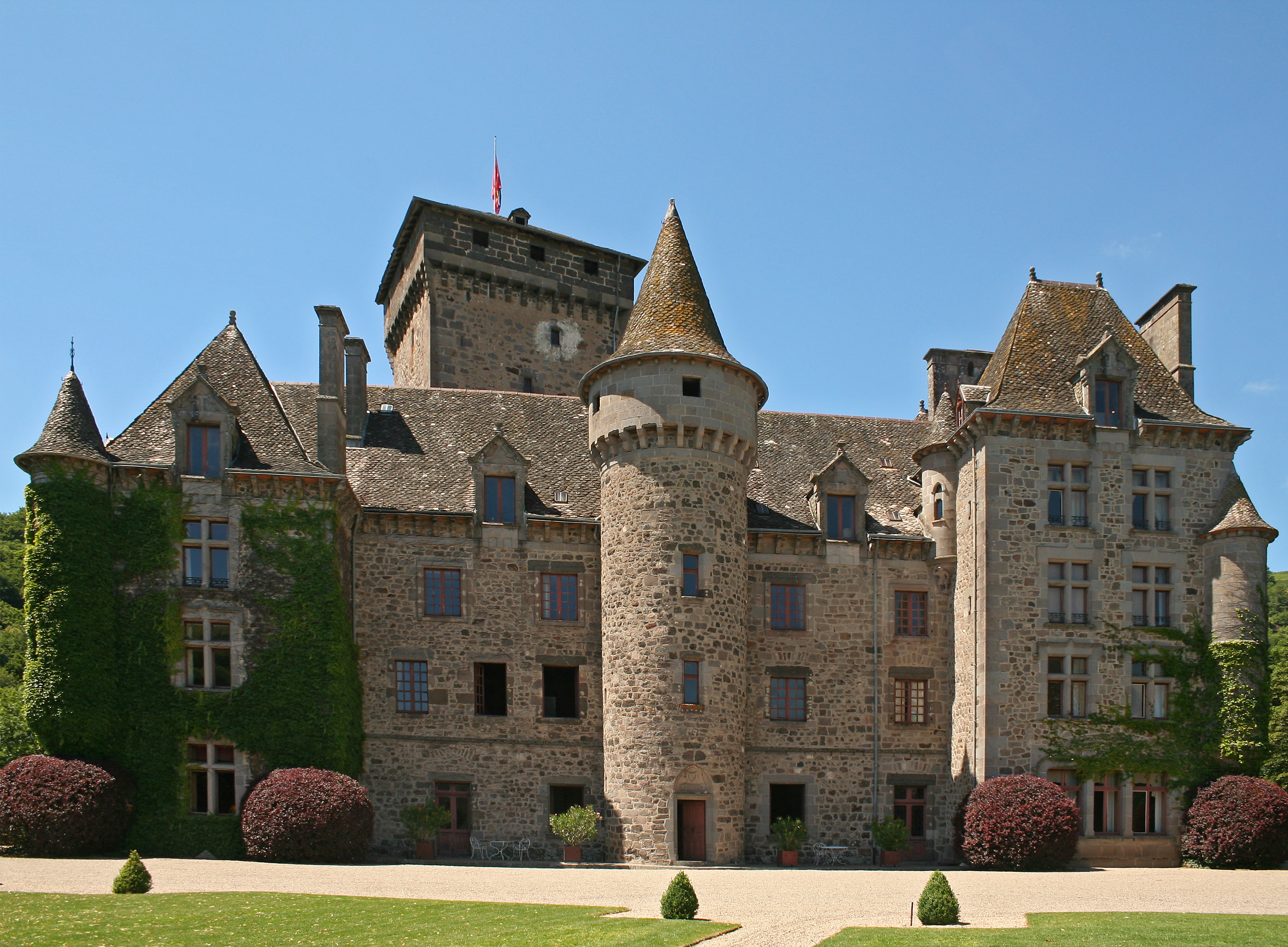
Château de Pesteils à Polminhac.
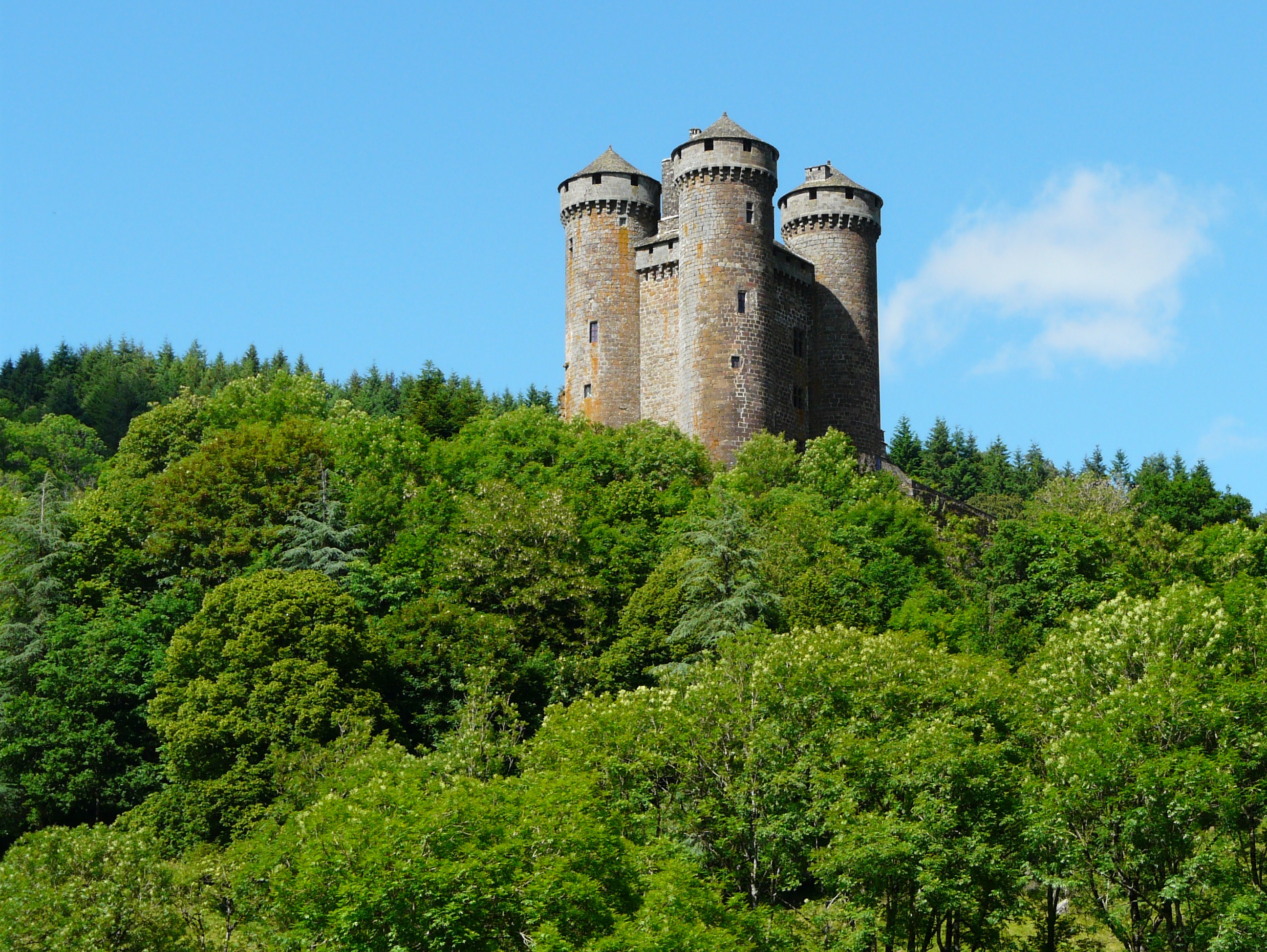
Château d'Anjony à Tournemire.
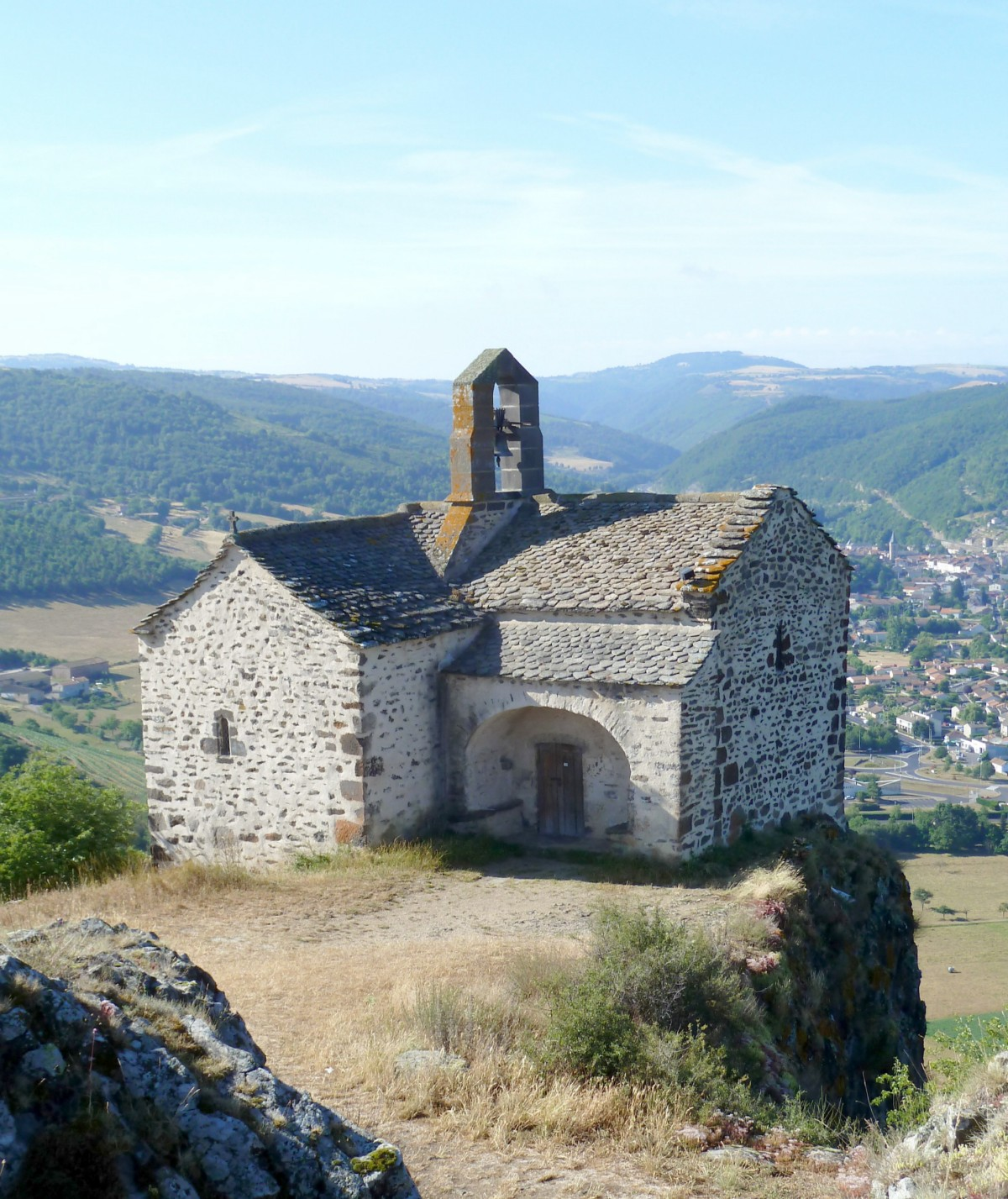
Chapelle Sainte-Madeleine de Chalet.
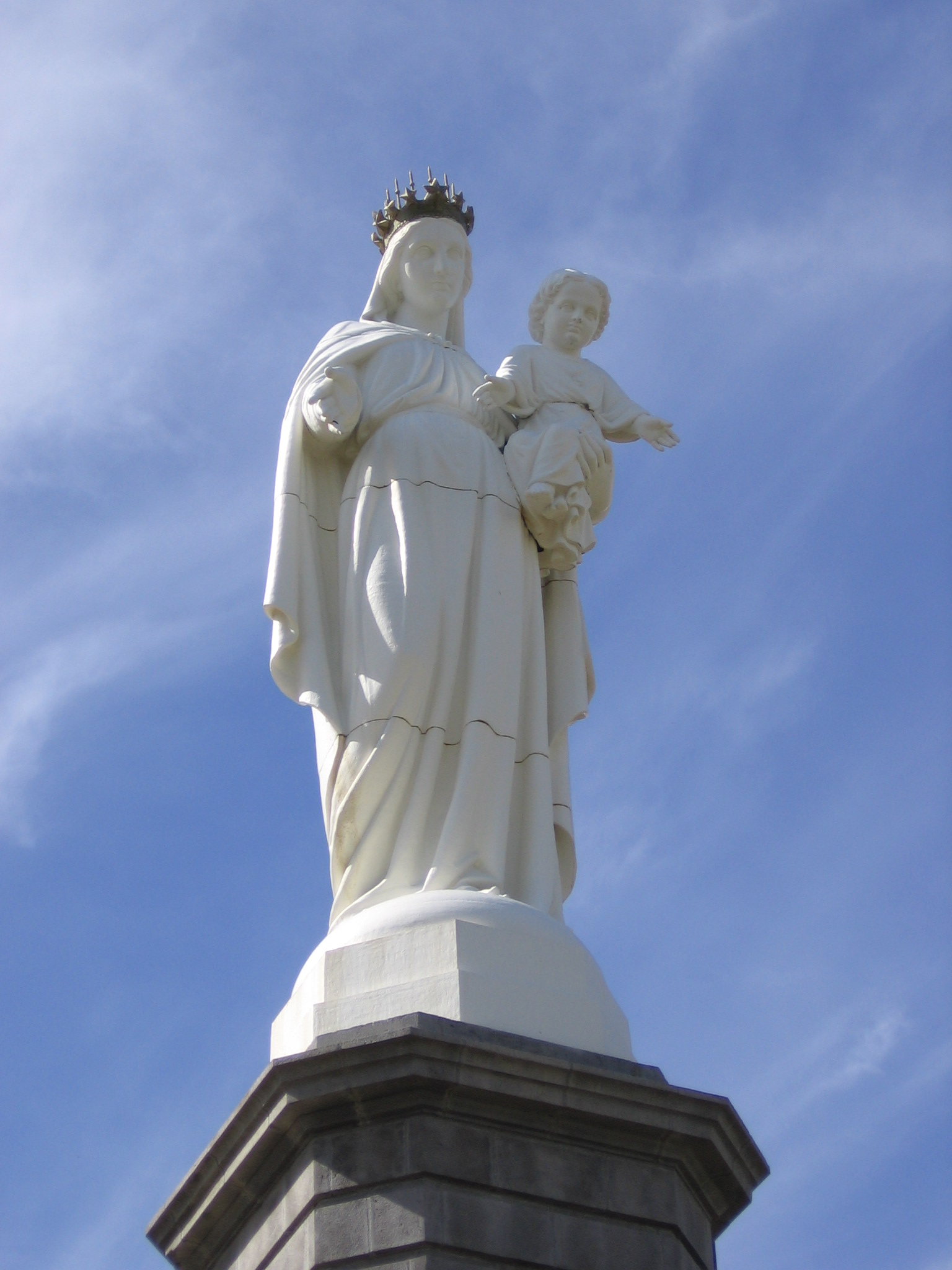
Notre-Dame de Haute-Auvergne à Murat.
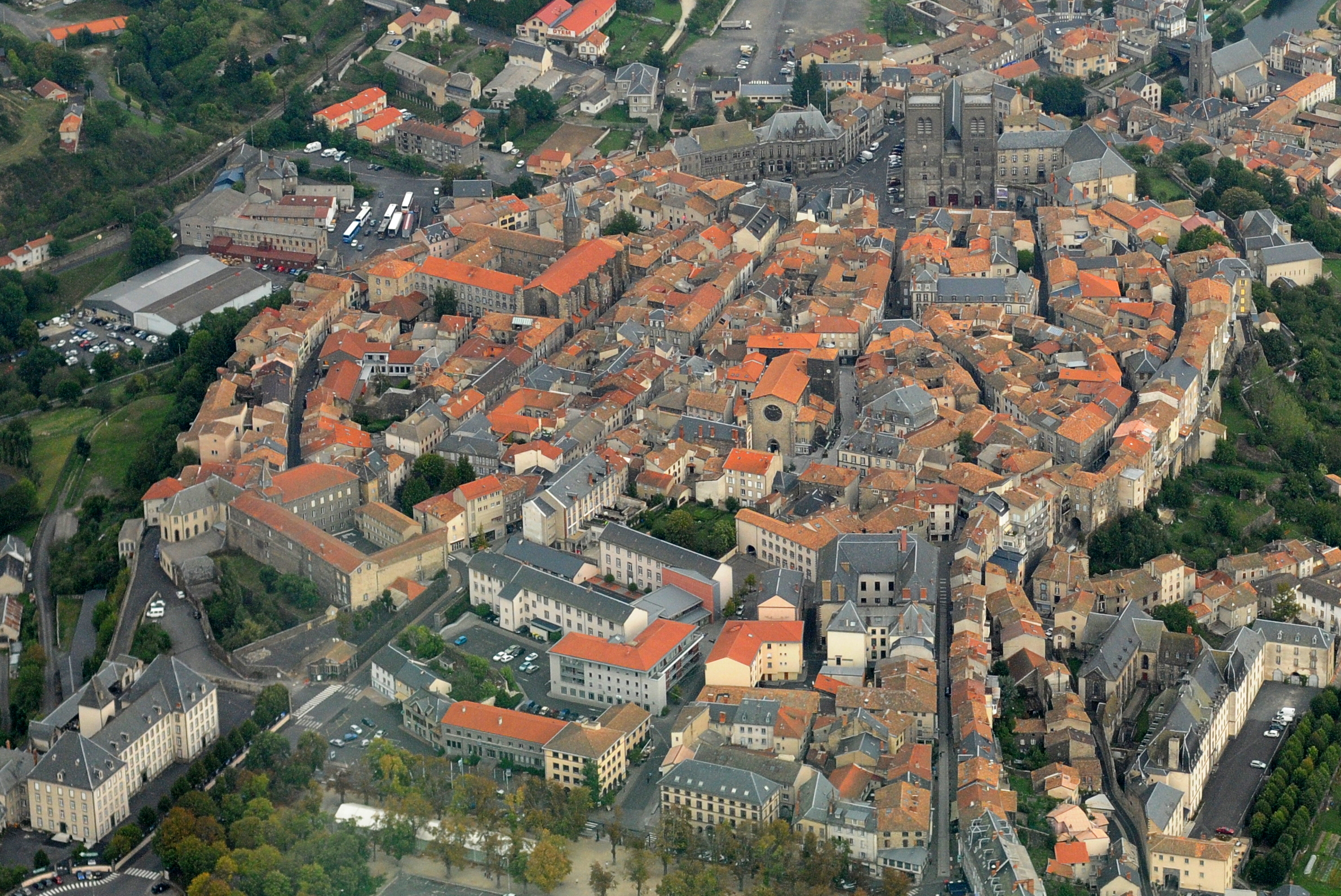
Ville haute de Saint-Flour.

## Héraldique
| Cantal | Blasonnement : D'or au gonfanon de gueules frangé de sinople, chargé en abîme d'un écusson d'azur à une bande d'or accompagnée de six coquilles Saint-Jacques d'argent. |

## Politique et administration
- Liste des députés du Cantal
- Liste des sénateurs du Cantal
- Liste des conseillers départementaux du Cantal
- Liste des conseillers régionaux du Cantal
- Liste des préfets du Cantal

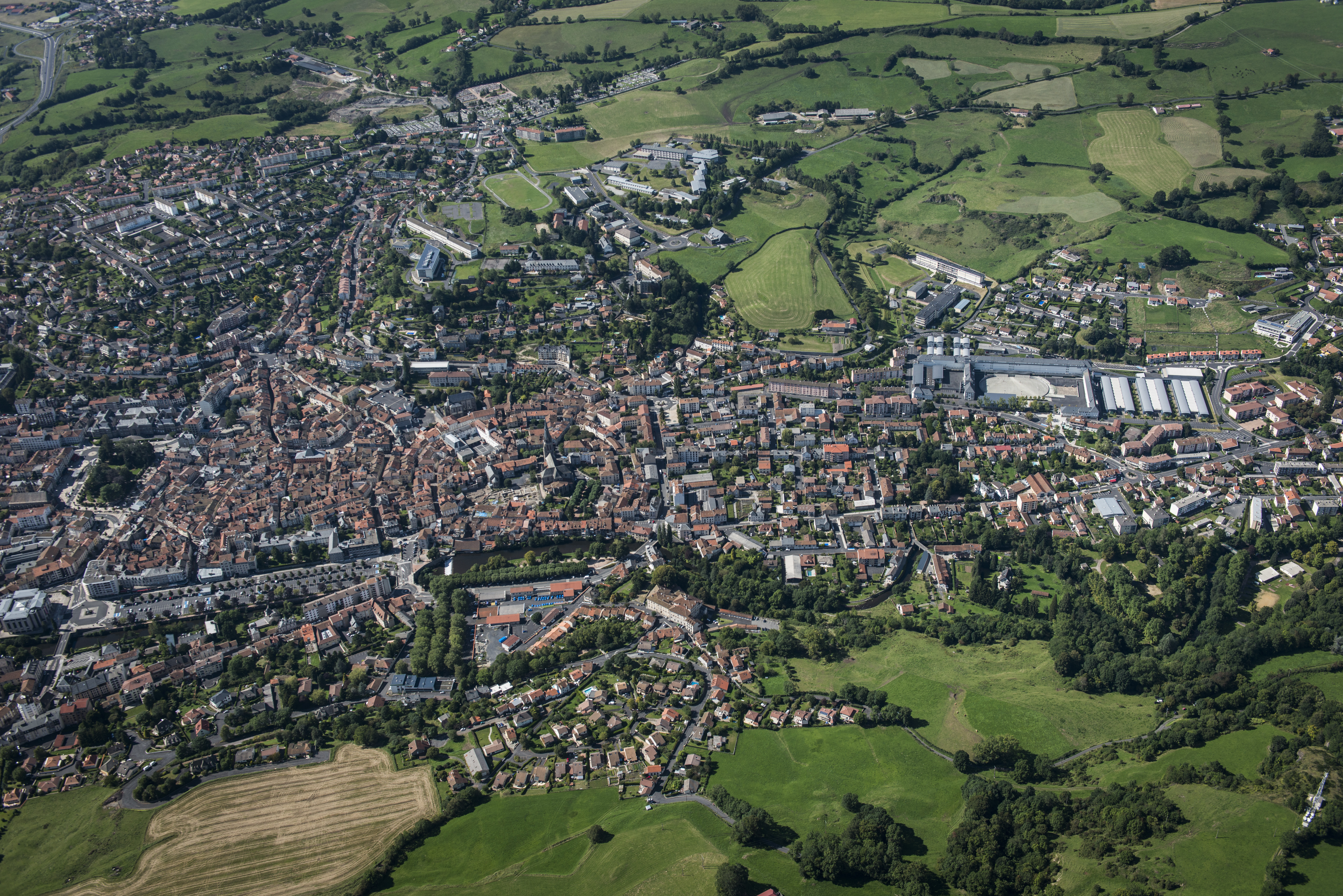
Vue aérienne d'Aurillac, préfecture du Cantal.

Le Cantal est l'un des départements ayant donné le plus de présidents de la République à la France (2, Paul Doumer et Georges Pompidou ; au coude à coude avec les Bouches-du-Rhône et derrière Paris qui en a donné 6) et le département en ayant donné le plus par rapport au nombre d'habitants. Le Cantal peut être désigné comme étant une terre présidentielle au vu de sa faible démographie.
Plusieurs ministres sont issus de ses rangs : Félix Esquirou de Parieu (ministre de l'Instruction publique), Paul Devès (ministre de l'Agriculture, ministre de la Justice, ministre de la Justice et des Cultes), Camille Laurens, ministre de l'Agriculture cinq fois en 1951, 1952 et 1953, René Souchon secrétaire d'État en 1983 et 1984, ministre délégué près du ministre de l'Agriculture en 1985 et Alain Marleix, secrétaire d'État aux Anciens combattants en 2007 et secrétaire d'État à l'Intérieur de 2008 à 2010, tous trois députés du Cantal. En 2017, le sénateur du Cantal Jacques Mézard, membre du PRG, devient ministre de l'Agriculture, puis ministre de la Cohésion des territoires avant de rejoindre le Conseil constitutionnel en mars 2019.
La culture politique dans le Cantal, plutôt gaulliste et pompidolienne, se particularise par une participation électorale élevée et une faible adhésion aux partis politiques.
Les personnalités exerçant une fonction élective dont le mandat est en cours et en lien direct avec le territoire du département du Cantal sont les suivantes :
| Élection                                   | Territoire                                     | Titre                              | Nom               | Tendance politique | - | Début de mandat              | Fin de mandat |
| ------------------------------------------ | ---------------------------------------------- | ---------------------------------- | ----------------- | ------------------ | - | ---------------------------- | ------------- |
| Départementales                            | Conseil départemental du Cantal                | Président du conseil départemental | Bruno Faure       | LR                 |   | juillet 2017 - réélu en 2021 | mars 2028     |
| Législatives                               | Première circonscription du Cantal - sud-ouest | Député                             | Vincent Descœur   | sans étiquette     |   | 18 juin 2017                 | juin 2027     |
| Législatives                               | Deuxième circonscription du Cantal - nord-est  | Député                             | Jean-Yves Bony    | sans étiquette     |   | 18 juin 2017                 | juin 2027     |
| Sénatoriales (suffrage universel indirect) | Département du Cantal                          | Sénateur                           | Stéphane Sautarel | LR                 |   | septembre 2020               | 2026          |
| Sénatoriales (suffrage universel indirect) | Département du Cantal                          | Sénateur                           | Bernard Delcros   | UDI                |   | septembre 2015               | 2026          |
| Régionales                                 | Auvergne-Rhône-Alpes                           | Président du conseil régional      | Laurent Wauquiez  | LR                 |   | 2015                         | 2027          |
| Présidentielle                             | France                                         | Président de la République         | Emmanuel Macron   | LREM               |   | 14 mai 2017                  | mai 2027      |

### Conseillers régionaux du Cantal
Le département du Cantal envoie 4 conseillers régionaux sur les 204 que compte le Conseil régional d'Auvergne-Rhône-Alpes.
Pour la mandature 2015-2021, les conseillers régionaux issus du Cantal étaient Alain Marleix (LR), Angélique Brugeron (LR), Martine Guibert (UDI) et Dominique Bru (PS).
Pour la mandature 2021-2028, les conseillers régionaux issus du Cantal sont Angélique Brugeron (LR), Bruno Faure (LR), Martine Guibert (UDI) et Stéphane Sautarel (LR).

### Conseil départemental du Cantal
.

Siège du Conseil départemental du Cantal à Aurillac

Le département est administré depuis Aurillac par le conseil départemental du Cantal, comprenant trente conseillers départementaux, répartis sur quinze cantons. Le président du Conseil départemental du Cantal, élu en 2017, est Bruno Faure, élu LR du canton de Naucelles.
Pour la mandature 2015-2021, la composition du Conseil départemental était la suivante :
Pour la mandature 2021-2028, la composition du Conseil départemental est la suivante :

## Géographie
| Corrèze | Puy-de-Dôme | Haute-Loire |
|         | Cantal      |             |
| Lot     | Aveyron     | Lozère      |

Carte topographique du Cantal.

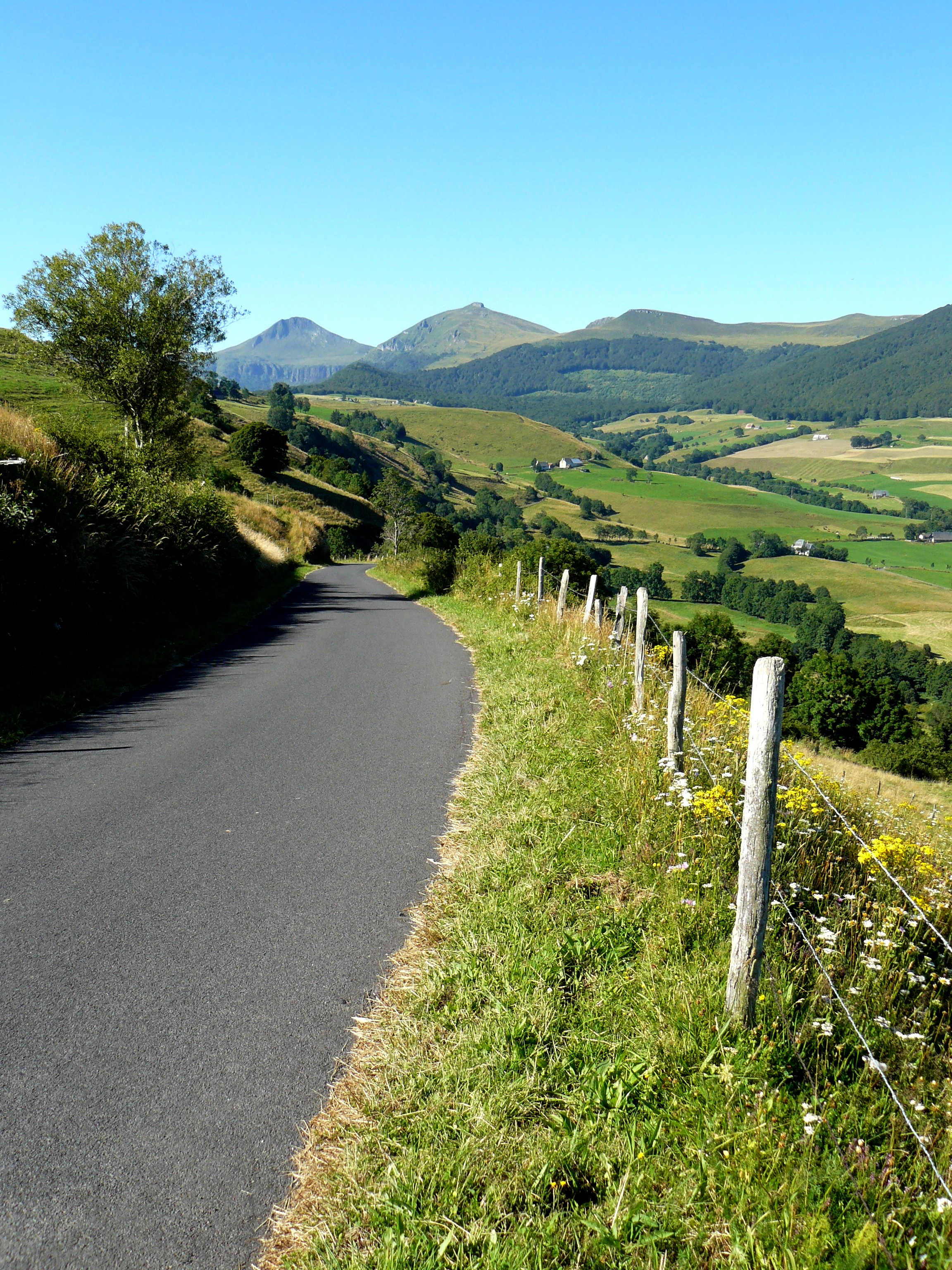
Paysage du Cantal, au nord du puy Mary.

Le Cantal est un département situé dans le sud de l'ancienne province et région d'Auvergne, cette partie de l'Auvergne correspondant à la région de la Haute-Auvergne, historiquement plus montagneuse et moins peuplée. Il est situé au cœur du Massif central. Le département du Cantal  est limitrophe au nord des départements de la Corrèze, de la Haute-Loire et du Puy-de-Dôme, à l'est de la Haute-Loire et de la Lozère, au sud de l'Aveyron et du Lot, à l'ouest du Lot et de la Corrèze.
Il ne comprend que cinq agglomérations qui peuvent être véritablement qualifiées de villes : Aurillac (préfecture), Saint-Flour (sous-préfecture), Arpajon-sur-Cère (bassin d'Aurillac), Ytrac (bassin d'Aurillac) et Mauriac (sous-préfecture).
Le département du Cantal tire son nom du Cantal, massif montagneux principal qui le couvre. En effet, c'est un département de moyenne montagne occupé essentiellement par le massif volcanique du Cantal et par ses contreforts. Ce massif est un vestige d'un ancien volcan dont le diamètre est de près de 60 km (le plus grand d'Europe). Son point culminant actuel, le Plomb du Cantal atteint 1 855 mètres. Le massif forme un cercle presque parfait dont les pentes s'élèvent en convergeant vers le centre. En ce centre se trouve un immense cirque qui devait être l'ancien cratère. À côté du Plomb du Cantal, on trouve le puy Mary (1 783 mètres), le puy Chavaroche (1 736 mètres), le puy Violent (1 592 mètres) ou encore le puy Griou (1 690 mètres).

Paysages du Cantal :
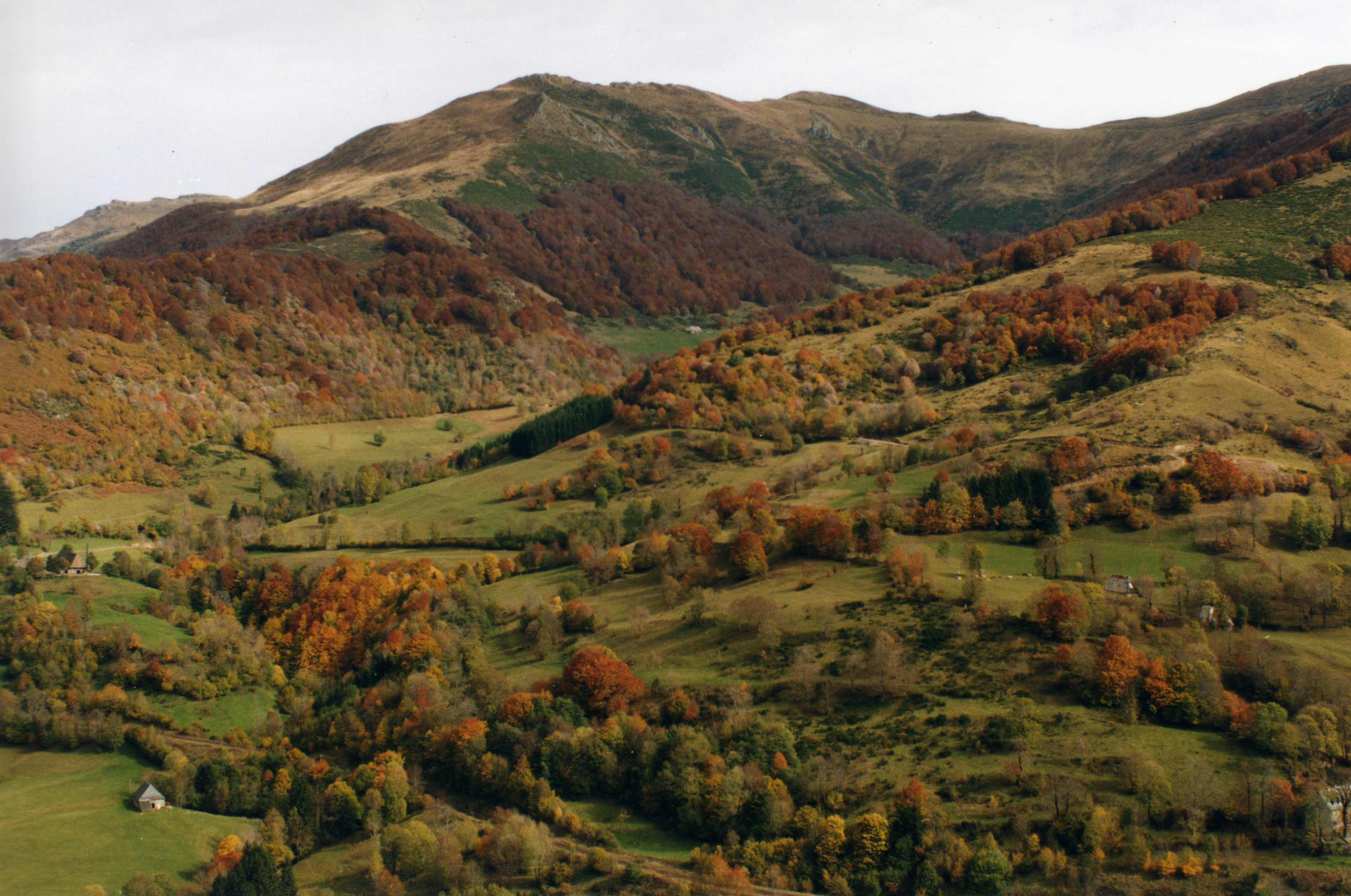
Monts du Cantal.
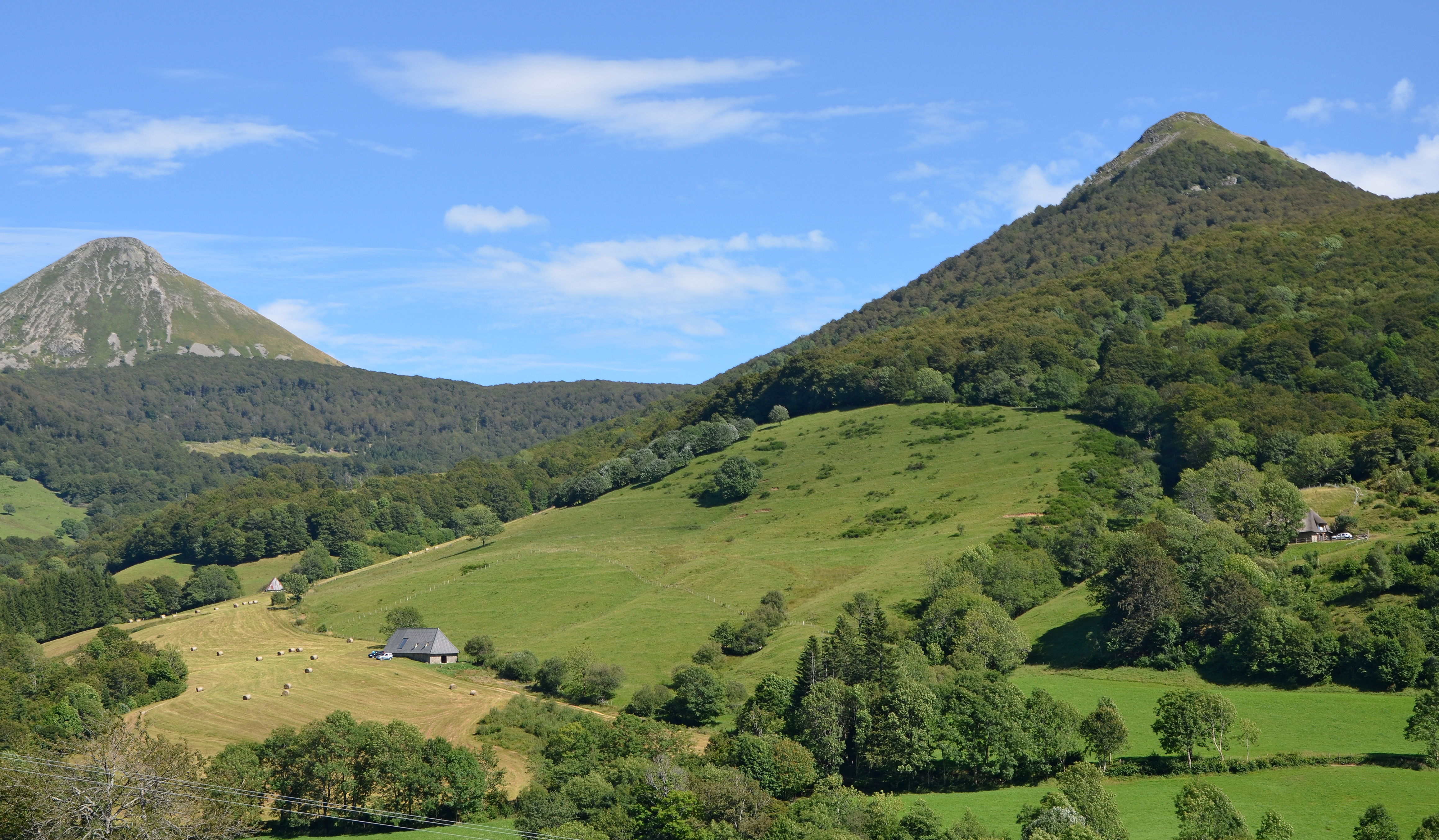
Haute vallée de la Jordanne vers Mandailles.
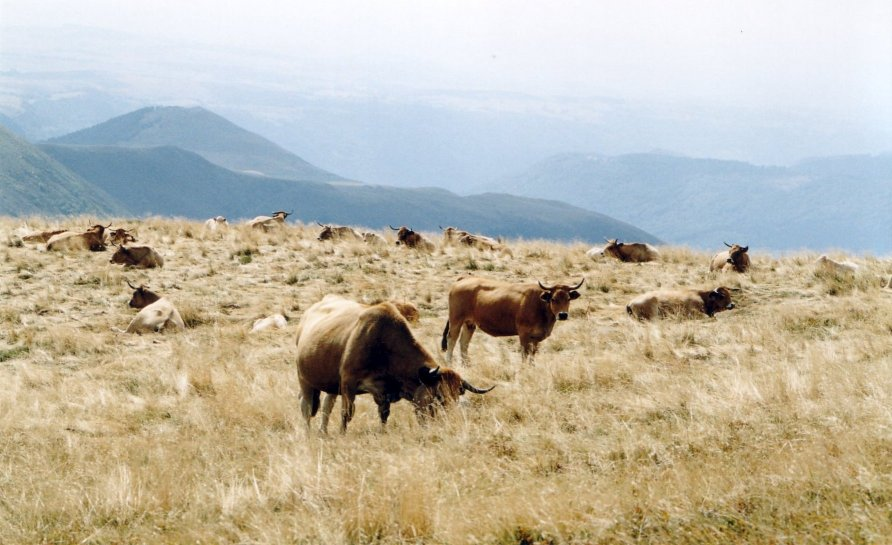
Vaches Aubrac sur le Plomb du Cantal.
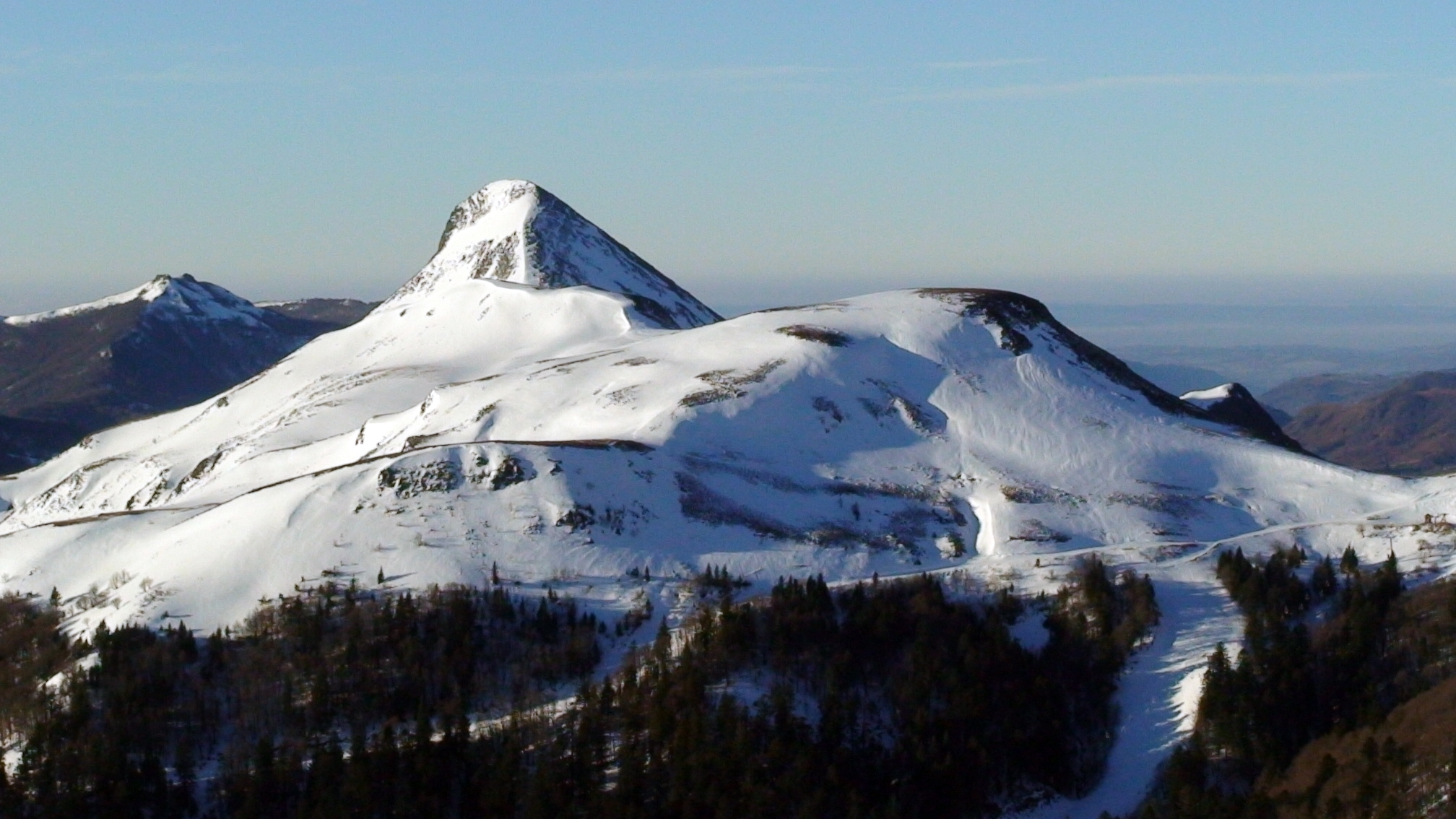
Puy Griou.

Sur les flancs du massif descendent des vallées profondes, modelées autrefois par l'érosion glaciaire, qui s'étendent à partir du centre de manière radiale. Parmi elles les vallées de l'Impradine, de la Santoire, de la Cère, de l'Alagnon, de la Jordanne, de la Doire, de la Truyère et de la Rhue. En outre, le Cantal possède un vaste lac de 562 ha, le lac de Saint-Étienne-Cantalès.
Le Cantal regroupe plusieurs régions naturelles : le Cézallier, les monts du Cantal, la planèze de Saint-Flour, la Margeride, le Mauriacois, la Châtaigneraie et l'Aurillacois et le Carladès.

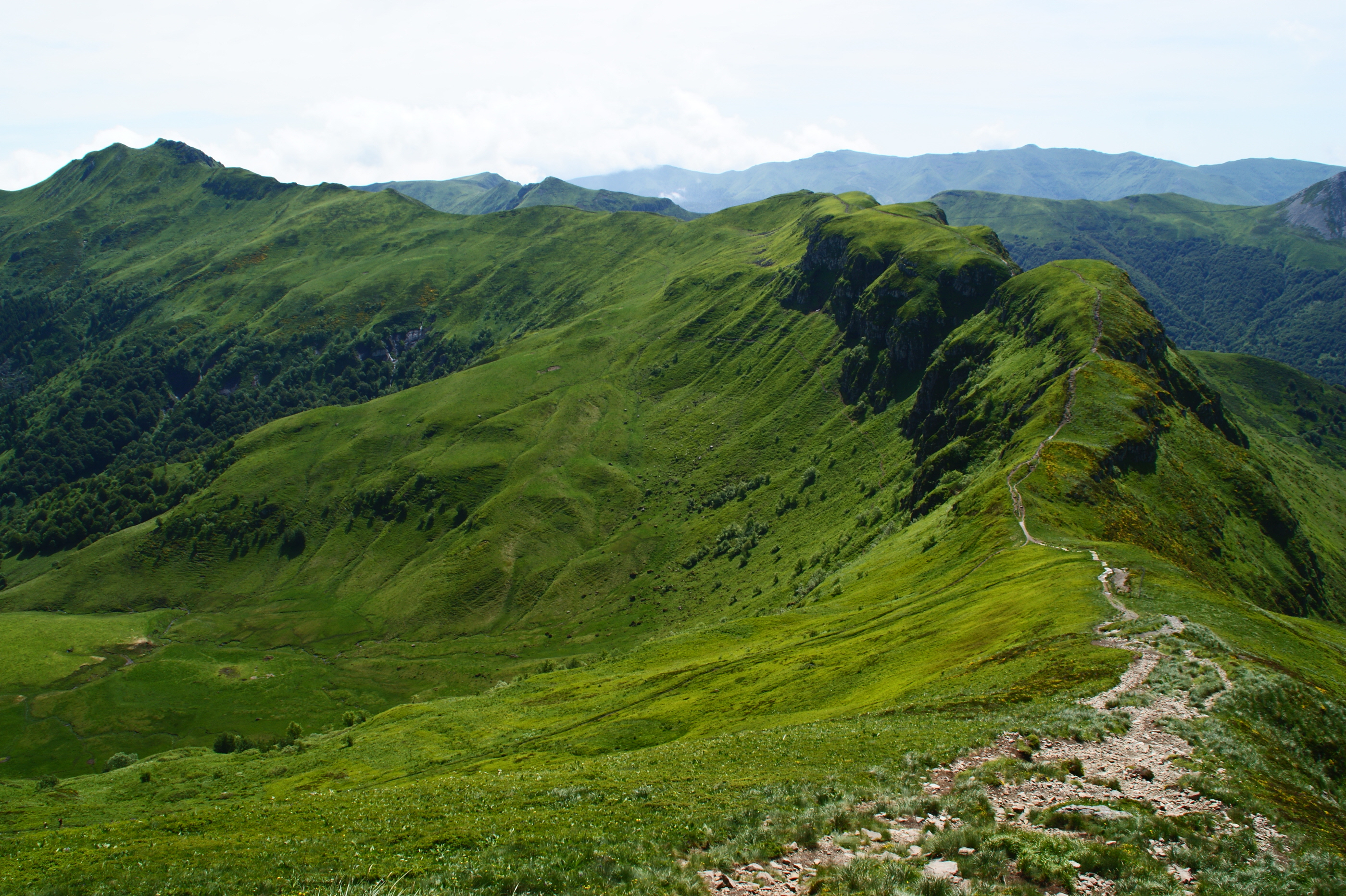
Brèche de Roland.
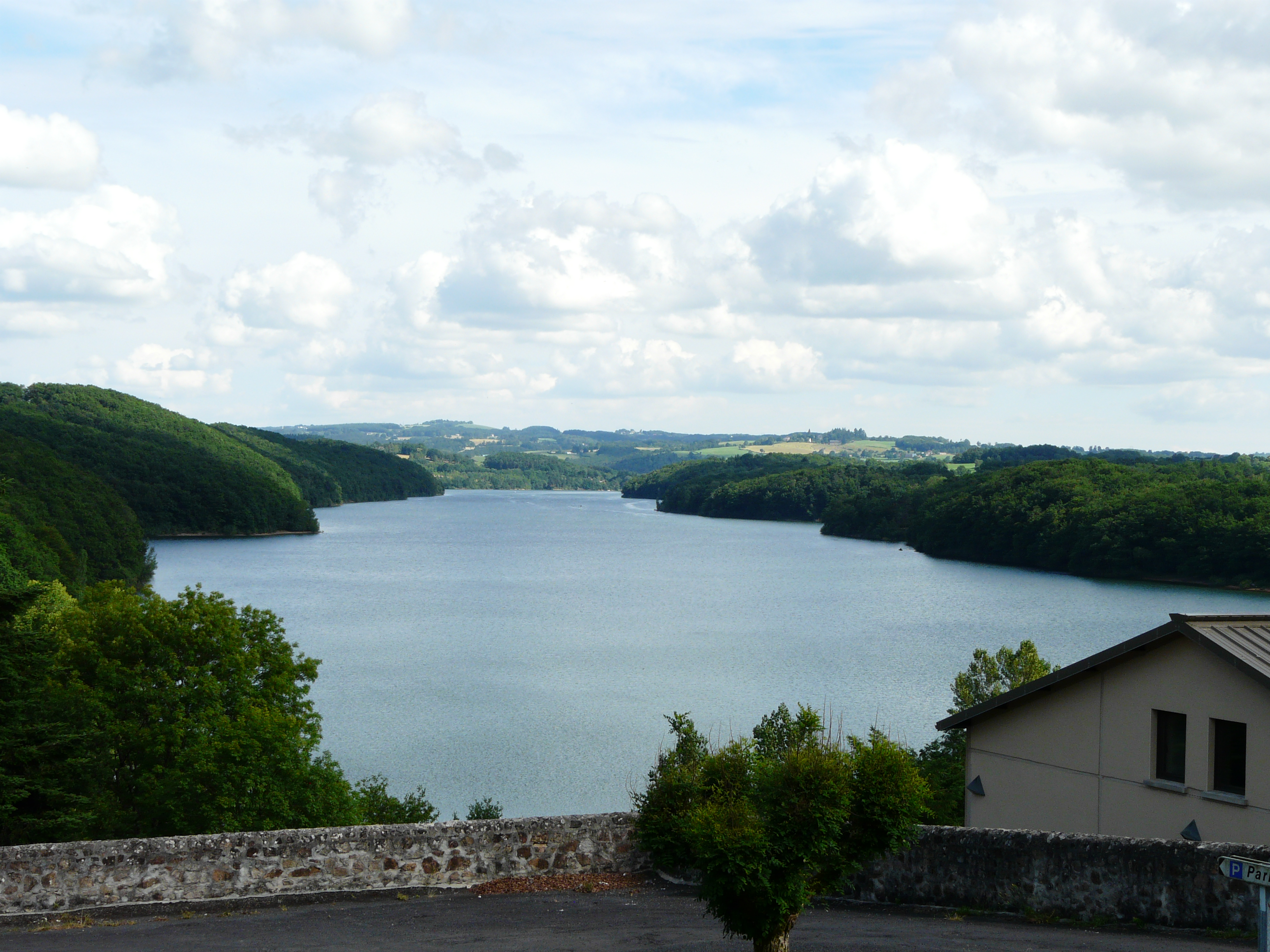
Lac de Saint-Étienne-Cantalès.
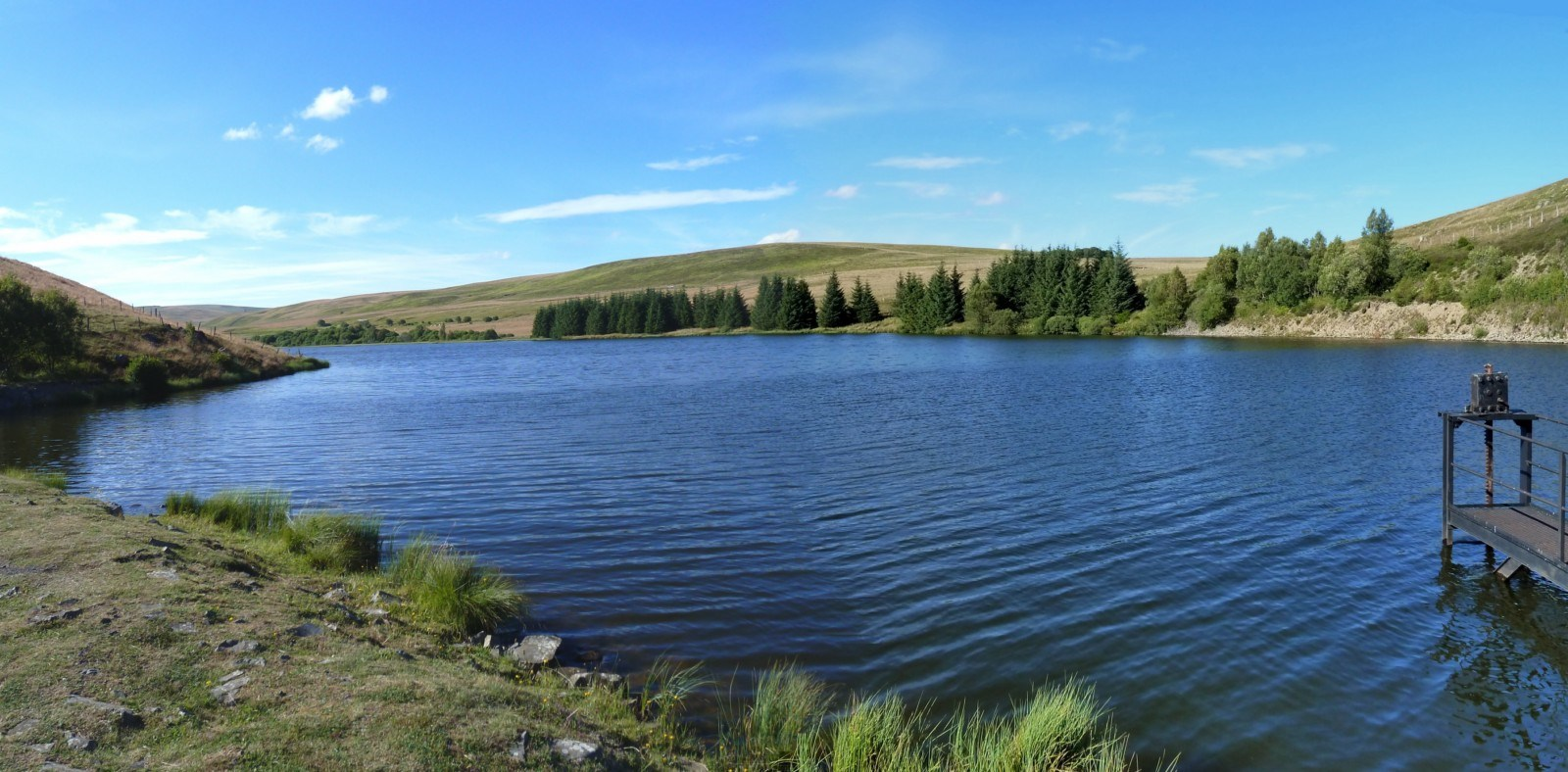
Lac de la Terrisse dans le Cézallier.
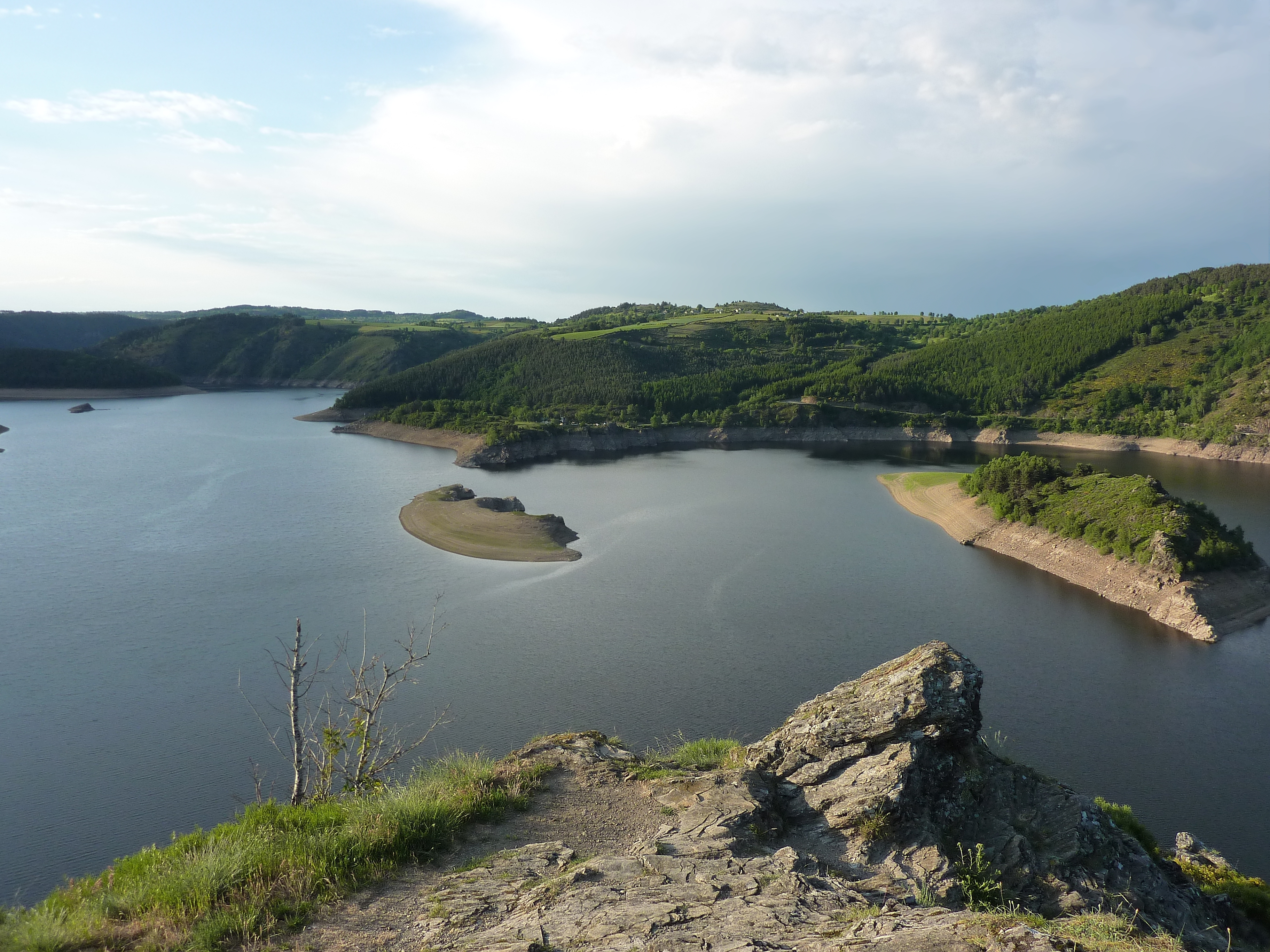
Truyère et lac de Grandval.

### Climat
Le Cantal est divisé en trois zones climatiques : l’Ouest subocéanique avec une pluviométrie abondante, le Centre montagneux avec la plus importante pluviométrie de France métropolitaine[réf. nécessaire] et de fortes chutes de neige l'hiver, et l'Est subcontinental frais plus sec et plus méridional.
Aurillac, bien que fréquemment affichée comme la ville la plus froide sur la carte météo en raison de son altitude élevée, est néanmoins l'une des villes les plus ensoleillées de France (21e), devant Toulouse et Bordeaux.

### Transports
Le département est desservi par les Transports express régionaux de la SNCF, notamment par trois lignes ferroviaires principales. :
- Liaison Clermont-Ferrand - Massiac-Blesle - Neussargues - Murat - Le Lioran - Vic-sur-Cère - Aurillac - Toulouse-Matabiau
- Liaison Brive-la-Gaillarde - Laroquebrou - Aurillac
- Liaison Figeac - Ytrac - Aurillac
- Une liaison ferroviaire, l'Aubrac est également assurée au quotidien par Intercités entre Clermont-Ferrand, Massiac-Blesle, Neussargues, Saint-Flour et Béziers par la ligne des Causses et le viaduc de Garabit.

Par la route, le département est desservi au nord et à l'est par l'autoroute A75. La route nationale 122 le traverse d'est en ouest par le tunnel du Lioran.
Par les airs, l'aéroport d'Aurillac est relié par une liaison régulière trois fois par jour vers Paris-Orly via la compagnie Amelia et Air France Hop.

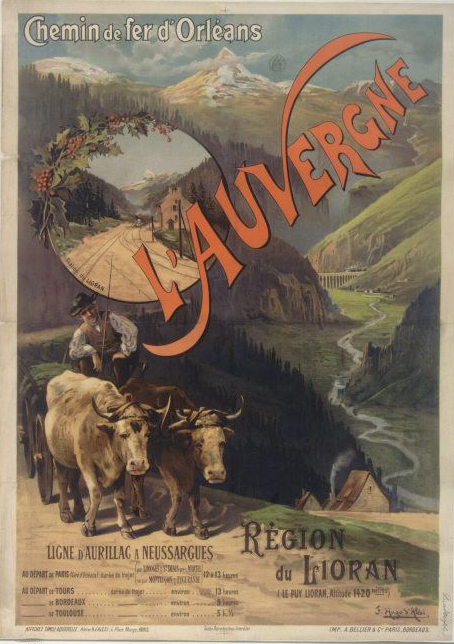
Affiche historique de la desserte ferroviaire du Cantal.
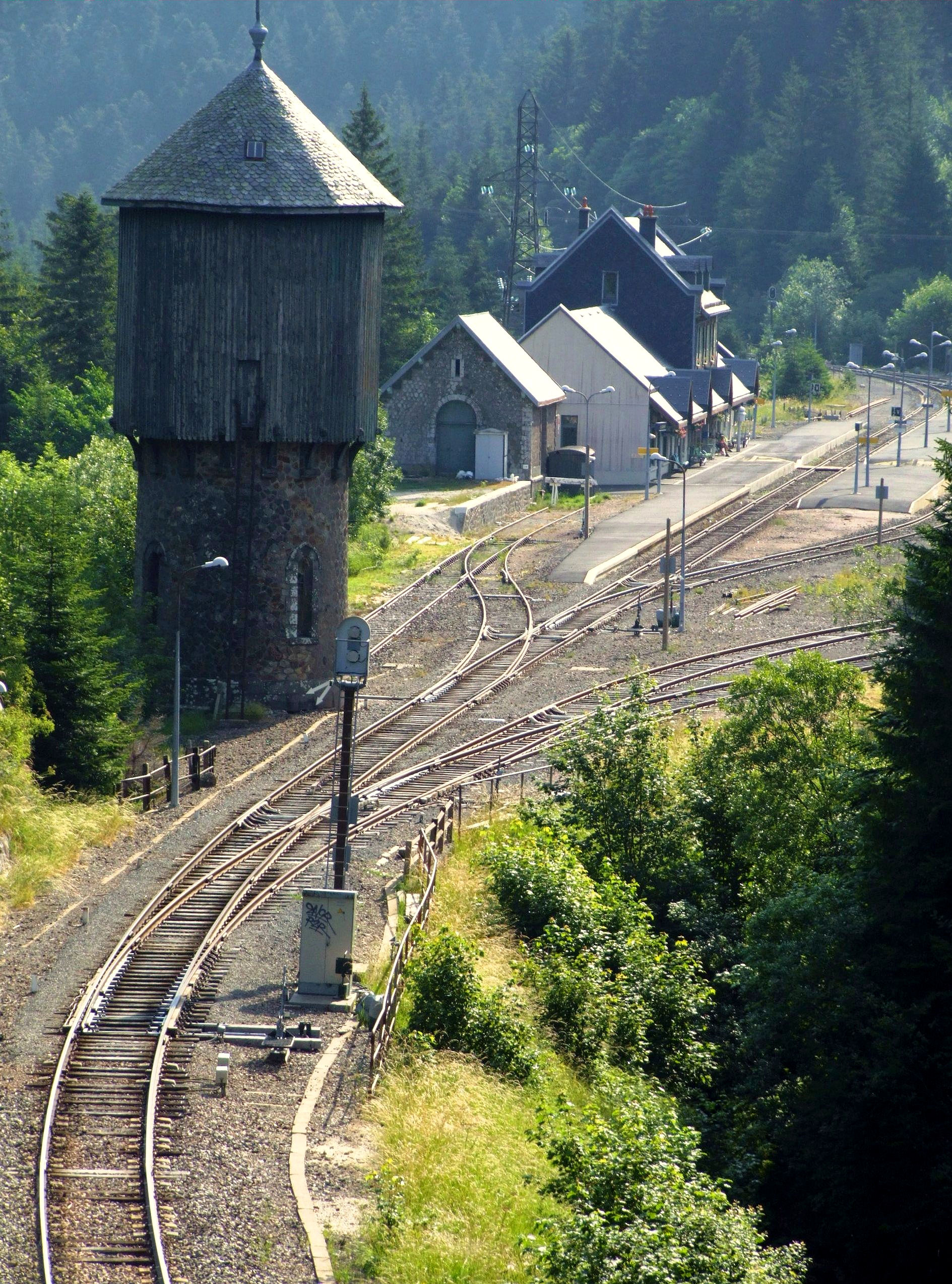
Gare du Lioran.
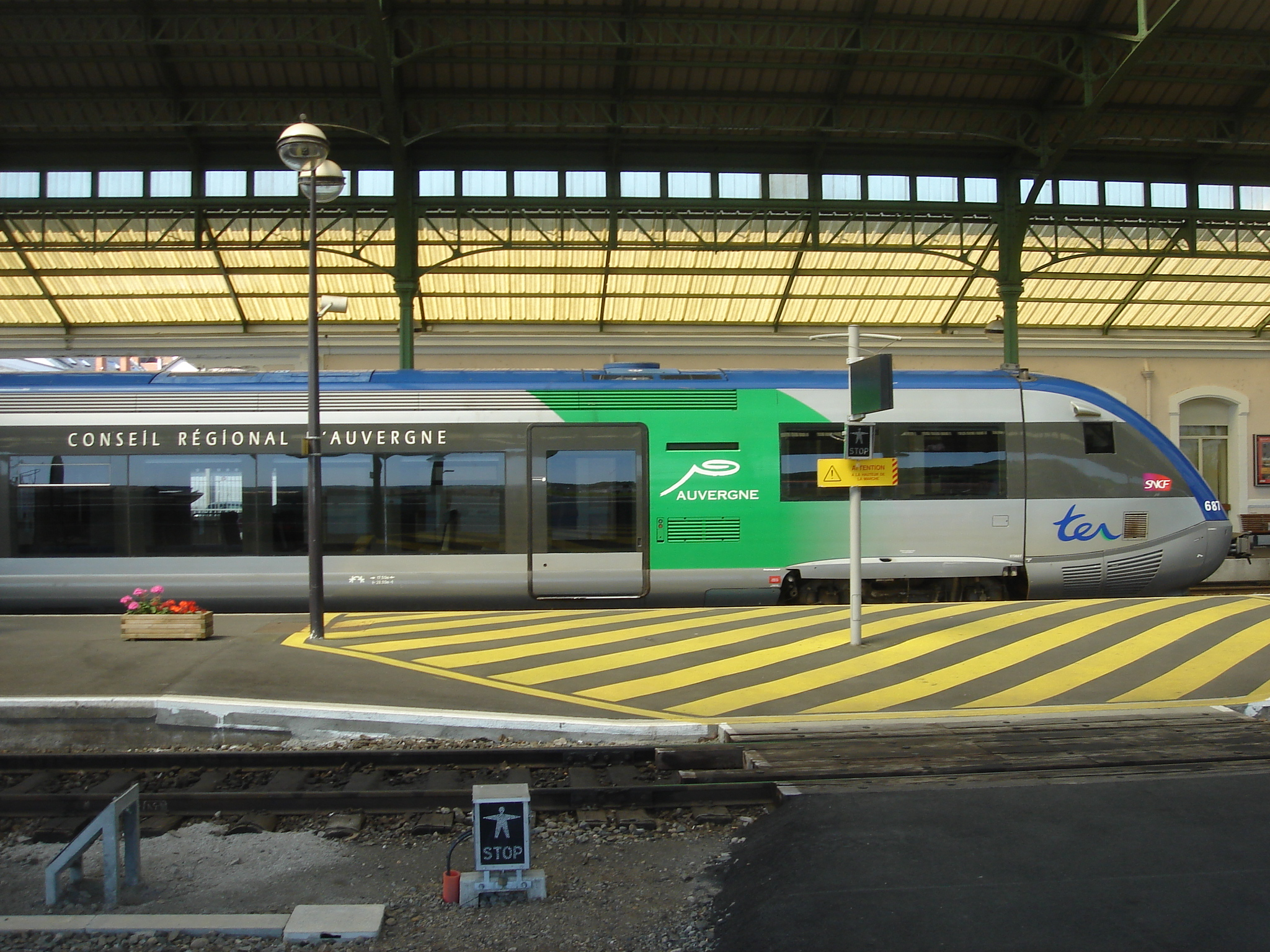
TER en gare d'Aurillac.
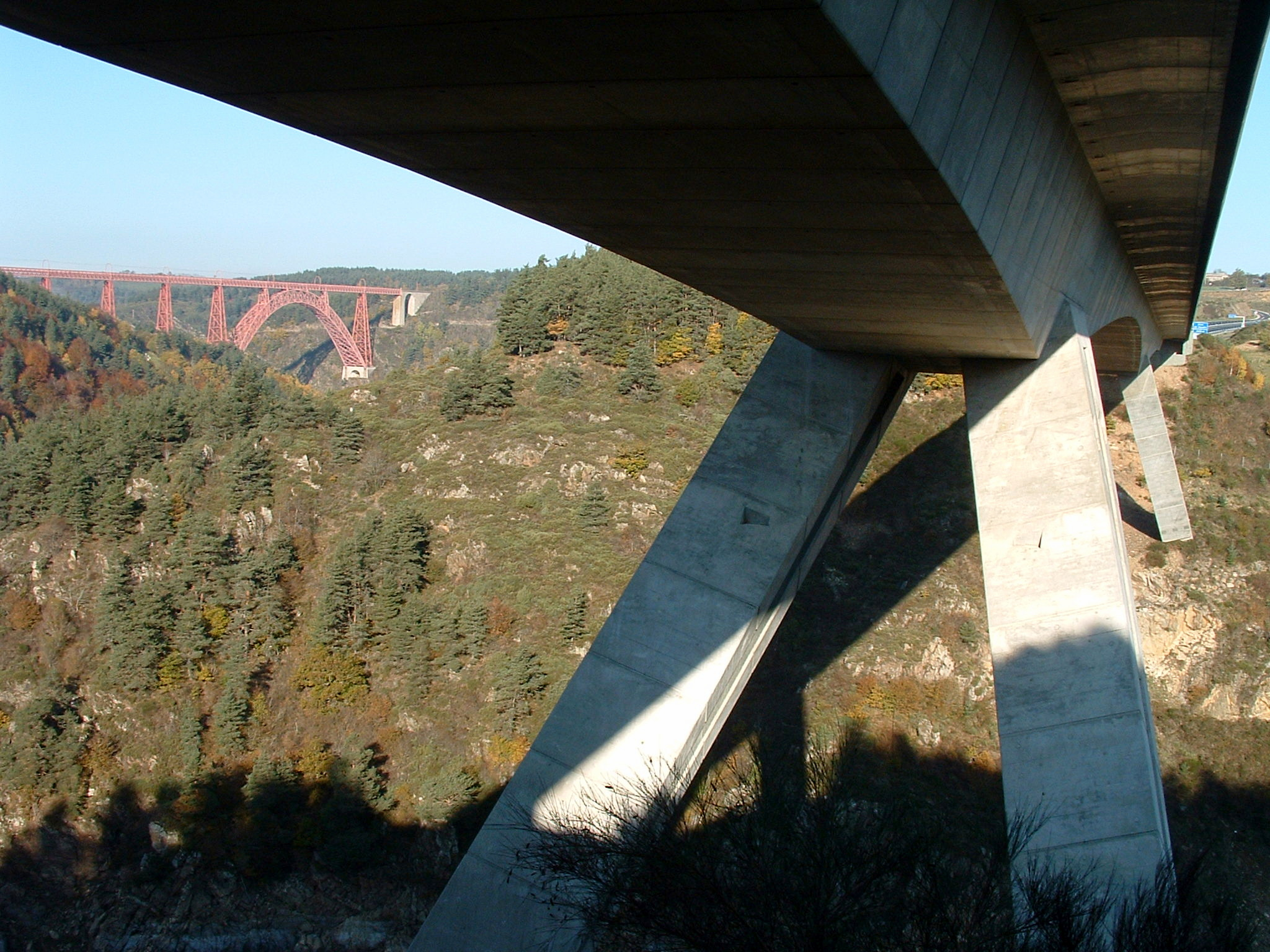
Viaduc autoroutier de La Truyère et viaduc ferroviaire de Garabit.
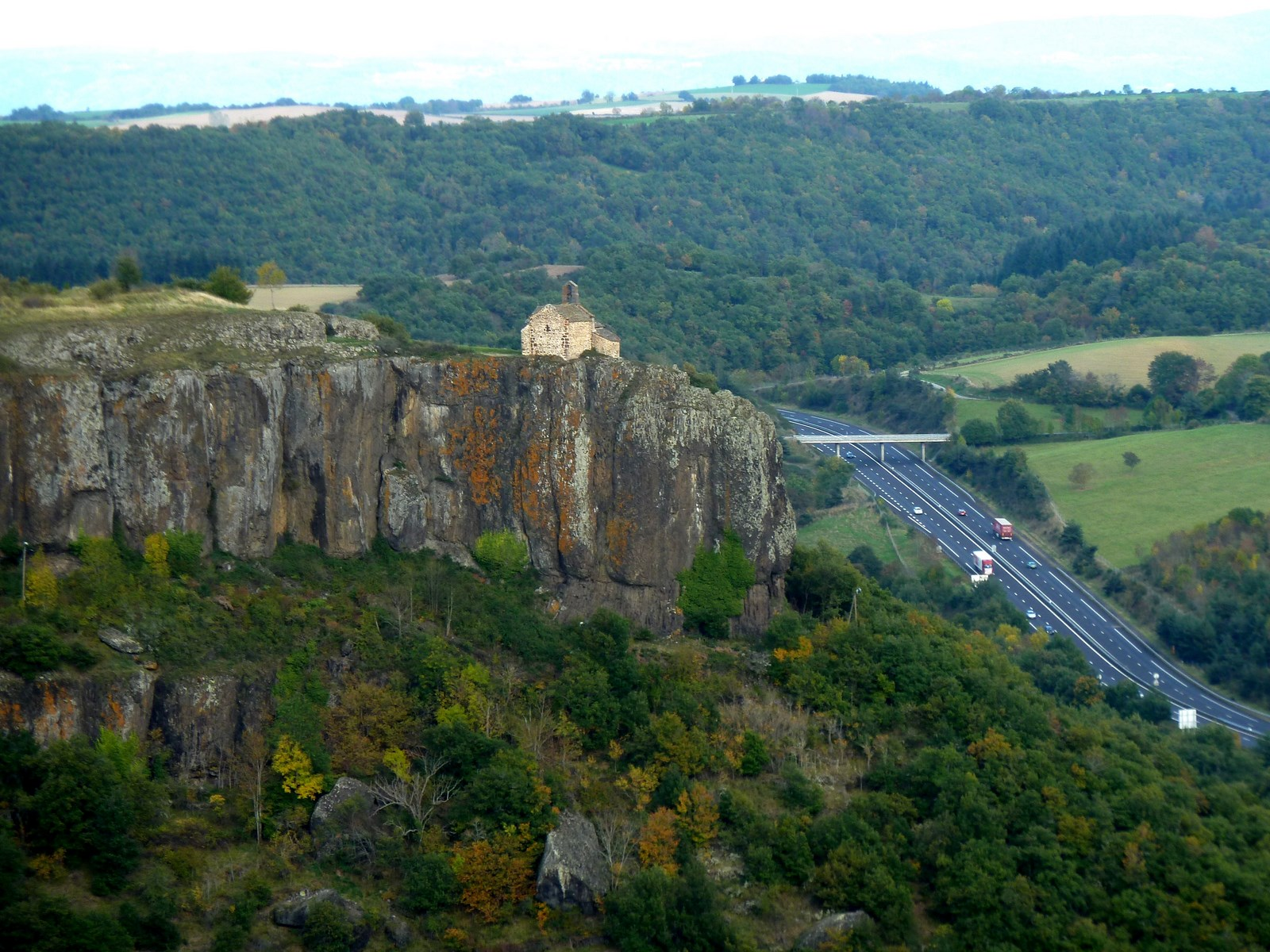
Autoroute A75 à Massiac.
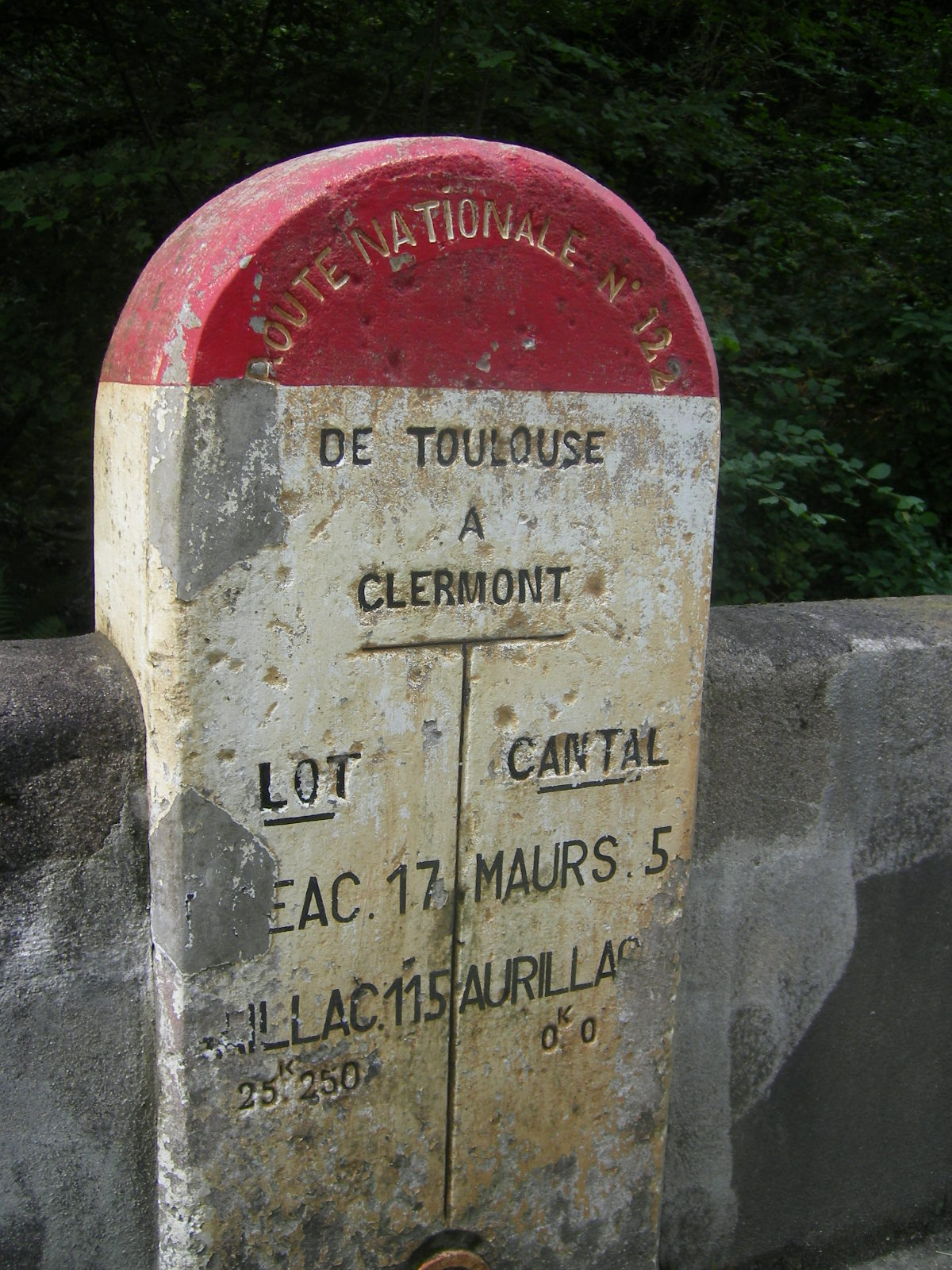
Borne sur la RN 122 entre le Lot et le Cantal.
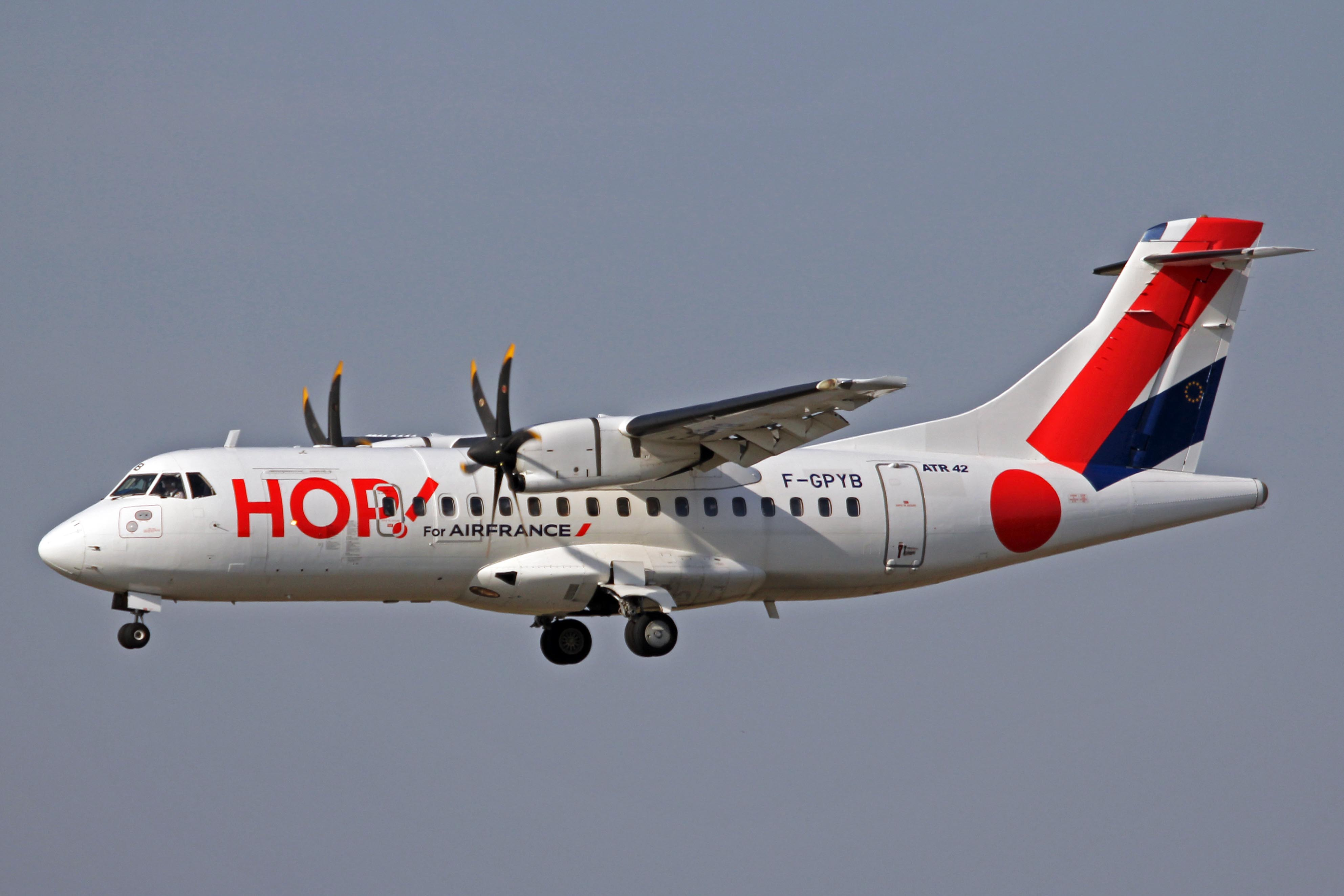
La liaison avec Paris-Orly est assurée par un ATR 42.

## Budget
Son budget est de 212,3 millions d'euros par an, soit 1 368 euros par an et par habitant[réf. souhaitée].
Il est le troisième département le plus endetté de France par rapport au nombre d'habitants (1 120 euros par habitant).

## Économie

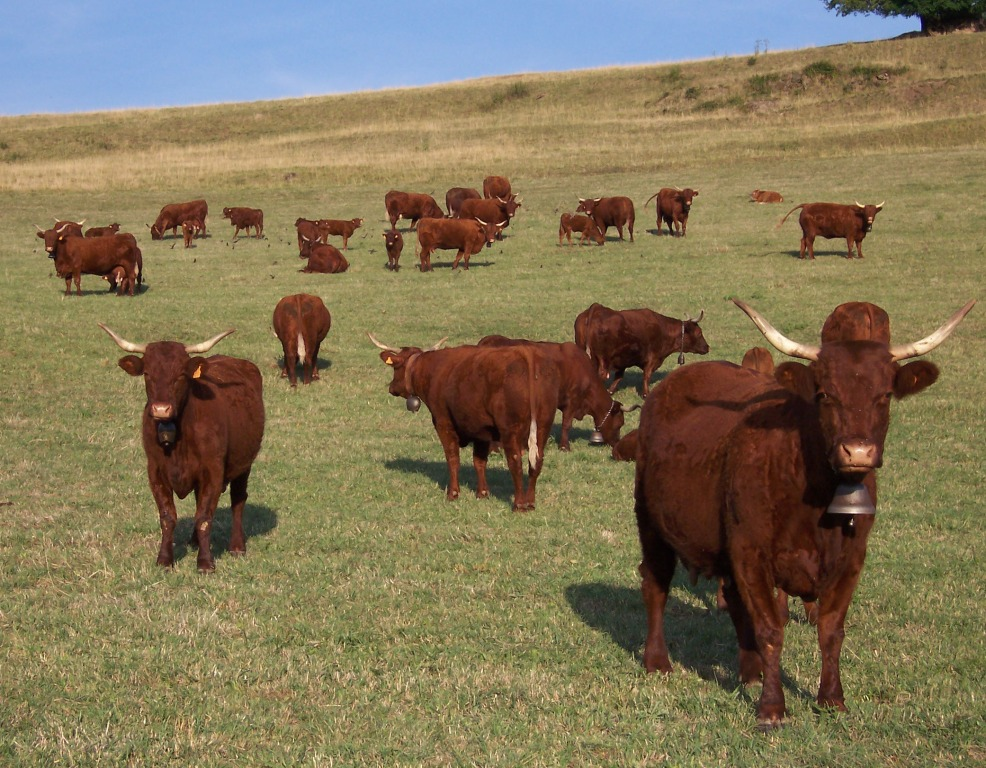
Troupeau de vaches de race Salers.

En 2017, le Cantal était le département avec le taux de chômage le plus bas de France (5,7 %). L'économie du Cantal est principalement basée sur l'agriculture et le tourisme.
On y pratique essentiellement l'élevage bovin (race Salers). L'élevage sert aussi à la production de lait qui est utilisé en partie dans la fabrication de fromage tels que le cantal, le bleu d'Auvergne ou le salers. Le bois reste une richesse de la région (chênes, résineux). L'exploitation forestière, moins prospère qu'autrefois, reste une composante de l'économie locale.
Le département s'appuie en outre sur le secteur tertiaire, l'industrie des loisirs et de la montagne, et sur l'activité touristique principalement estivale. 78 communes du Cantal adhèrent au parc naturel régional des Volcans d'Auvergne.

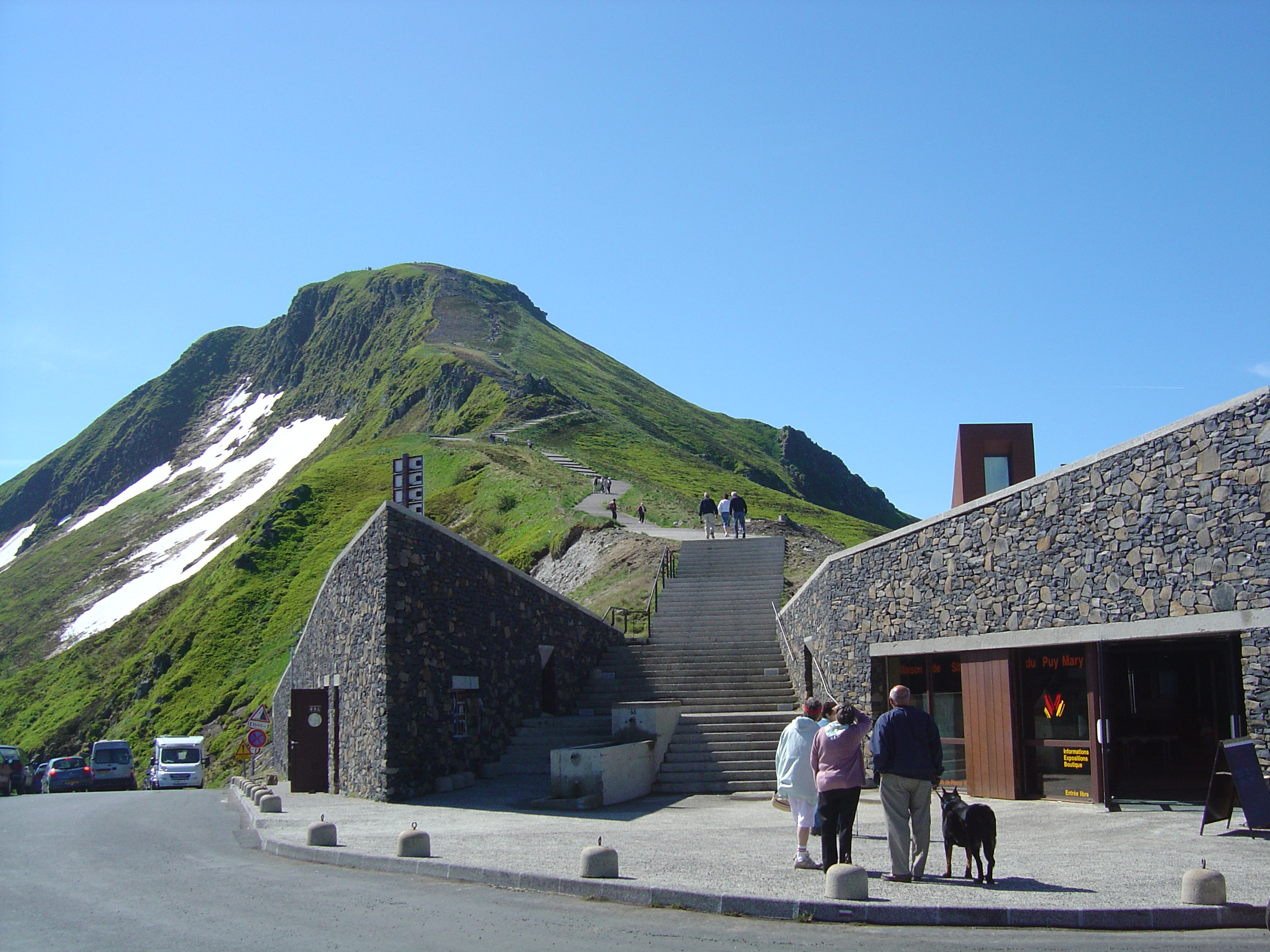
Le Puy Mary depuis le Pas de Peyrol, haut lieu du tourisme cantalien.
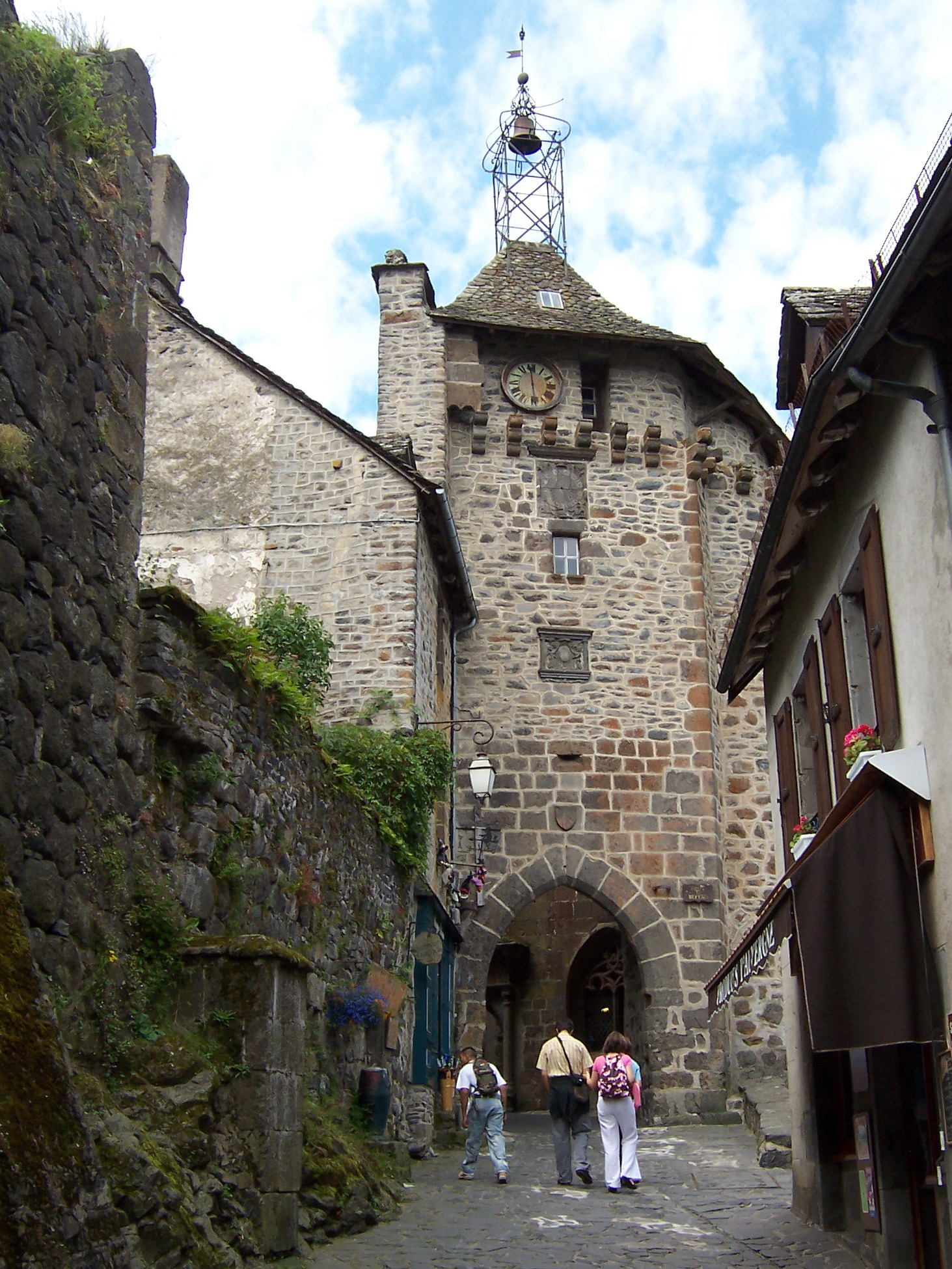
village touristique de Salers.
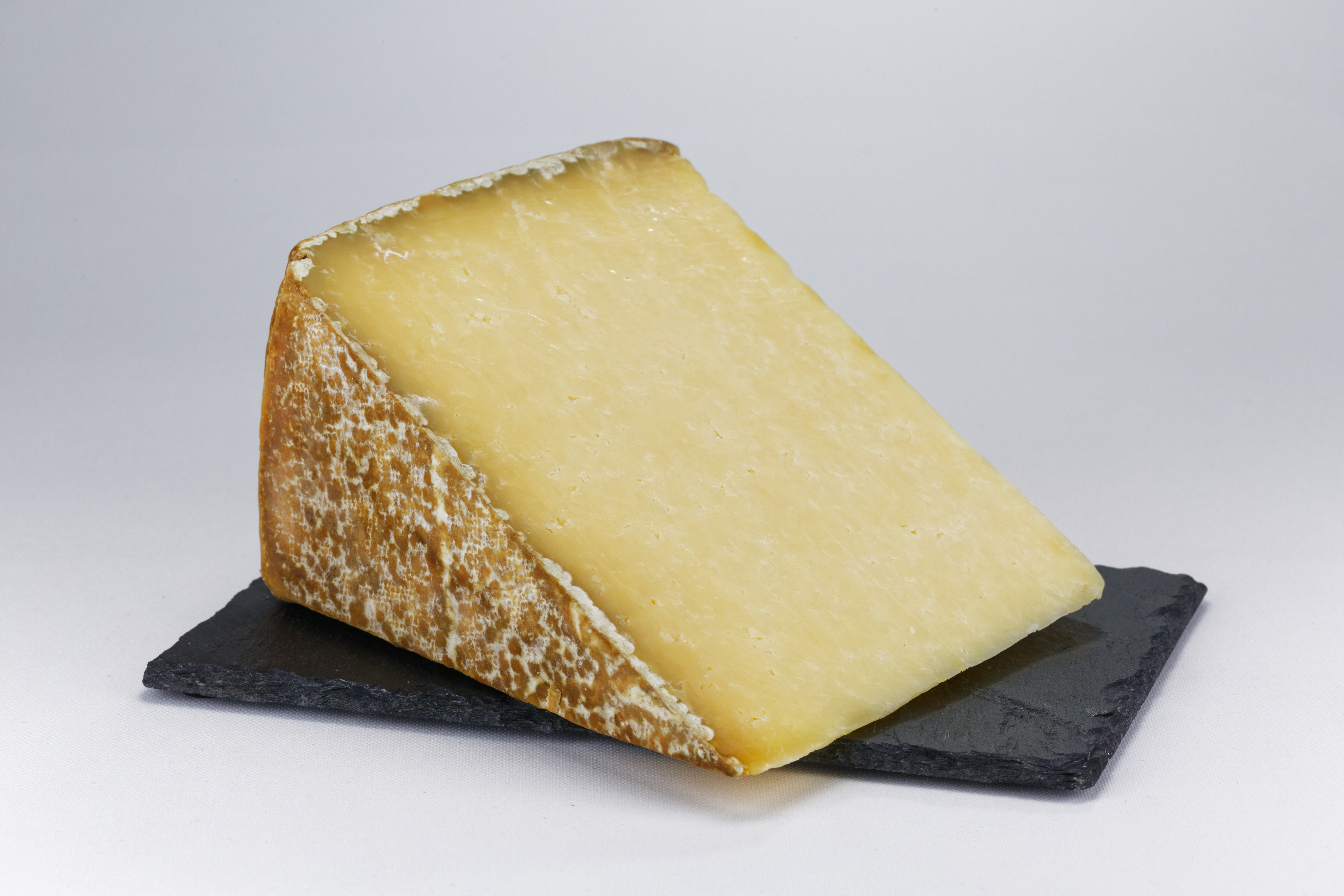
le fromage Cantal.
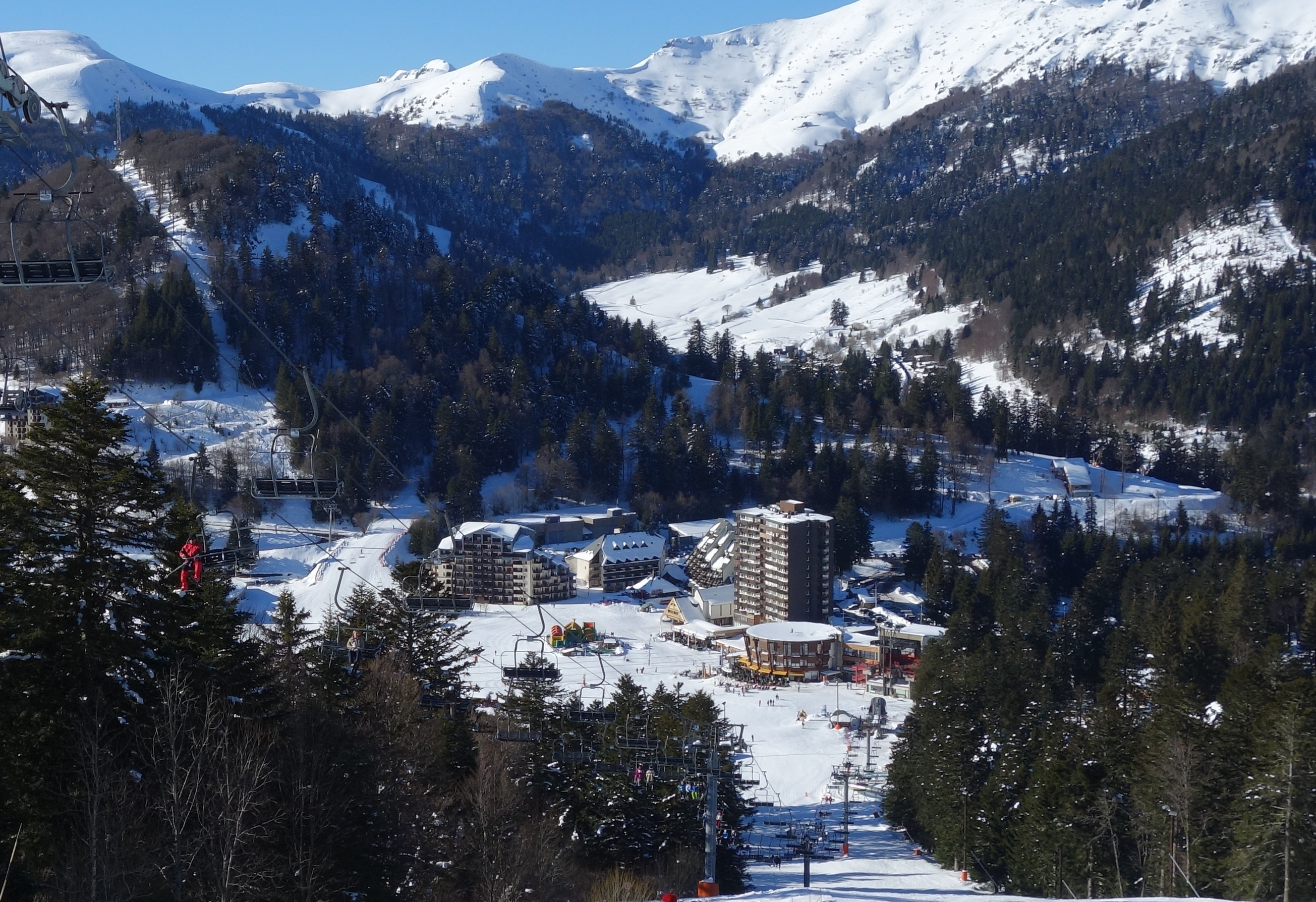
Station de sports d'hiver du Lioran.
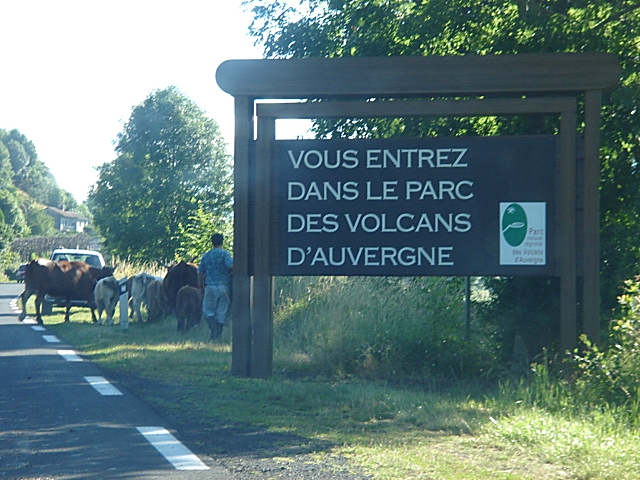
Entrée du parc naturel régional des Volcans d'Auvergne à Vic-sur-Cère.
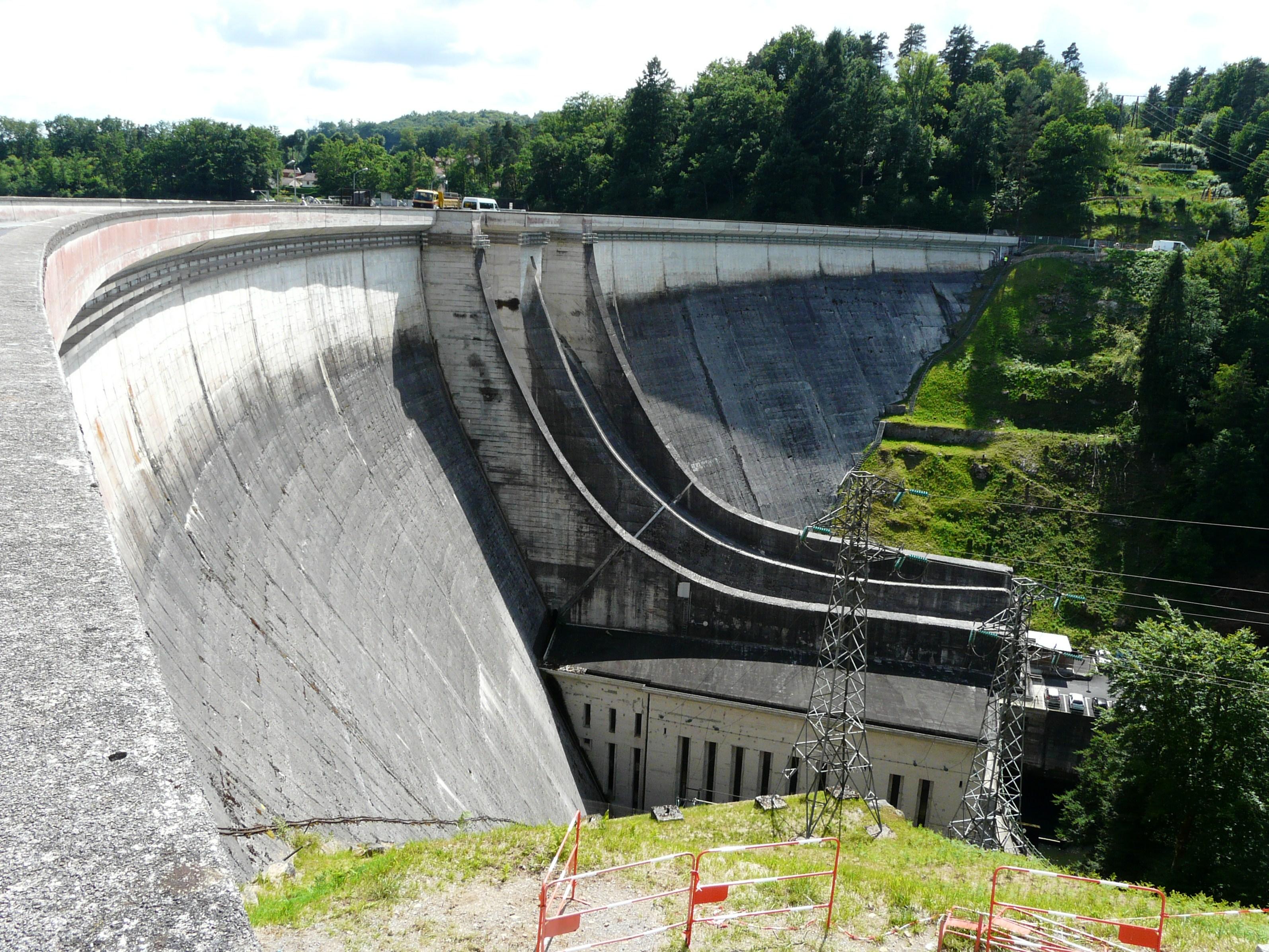
Barrage de Saint-Étienne-Cantalès.

## Musique
Le département est cité dans les paroles de la chanson Vesoul, écrite, composée et interprétée par Jacques Brel en 1968.

## Démographie

### Évolutions
En 2022, le département comptait 144 399 habitants, en évolution de −1,08 % par rapport à 2016 (France hors Mayotte : +2,11 %).
| 1791    | 1801    | 1806    | 1821    | 1826    | 1831    | 1836    | 1841    | 1846    |
| ------- | ------- | ------- | ------- | ------- | ------- | ------- | ------- | ------- |
| 239 972 | 220 304 | 251 436 | 252 100 | 262 013 | 258 594 | 262 117 | 257 423 | 255 479 |

| 1851    | 1856    | 1861    | 1866    | 1872    | 1876    | 1881    | 1886    | 1891    |
| ------- | ------- | ------- | ------- | ------- | ------- | ------- | ------- | ------- |
| 253 329 | 247 665 | 240 523 | 237 994 | 231 867 | 231 086 | 236 190 | 241 742 | 239 601 |

| 1896    | 1901    | 1906    | 1911    | 1921    | 1926    | 1931    | 1936    | 1946    |
| ------- | ------- | ------- | ------- | ------- | ------- | ------- | ------- | ------- |
| 234 382 | 230 511 | 228 690 | 223 361 | 199 402 | 196 999 | 193 505 | 190 888 | 186 843 |

| 1954    | 1962    | 1968    | 1975    | 1982    | 1990    | 1999    | 2006    | 2011    |
| ------- | ------- | ------- | ------- | ------- | ------- | ------- | ------- | ------- |
| 177 065 | 172 977 | 169 330 | 166 549 | 162 838 | 158 723 | 150 778 | 149 682 | 147 577 |

| 2016    | 2021    | 2022    | - | - | - | - | - | - |
| ------- | ------- | ------- | - | - | - | - | - | - |
| 145 969 | 144 226 | 144 399 | - | - | - | - | - | - |

Le chiffre officiel de la population pour 2019 était de 144 692 habitants. La population a culminé à 262 117 en 1836. Elle est restée inférieure à 200 000 au cours des 90 dernières années. Le département a connu un niveau de dépeuplement particulièrement drastique, même si ce phénomène a été une caractéristique de nombreux départements ruraux du pays tout au long du XXe siècle, les salaires agricoles n'ayant pas réussi à suivre ceux disponibles dans les régions industrialisées en dehors du
département.

### Communes les plus peuplées

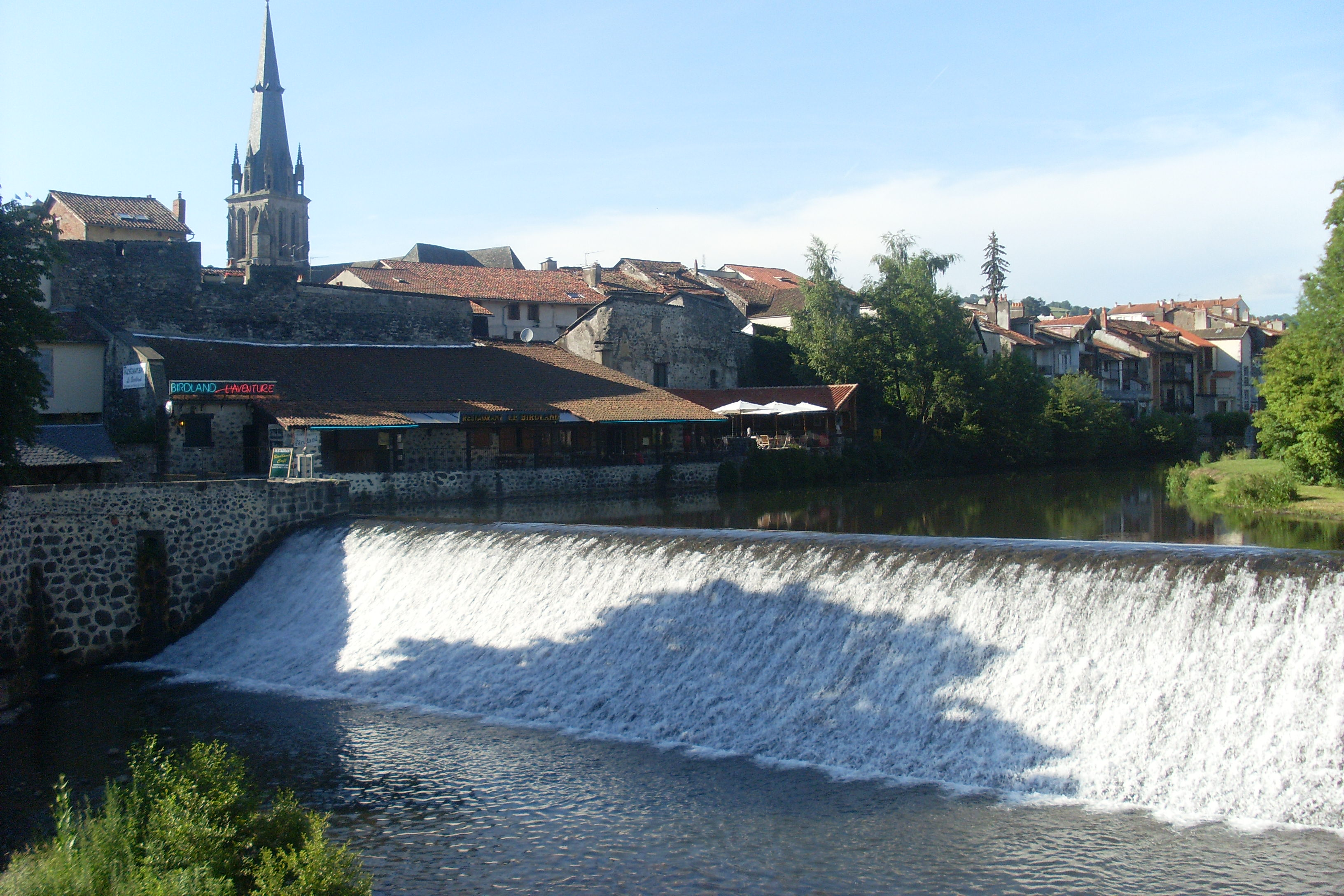
Aurillac, préfecture

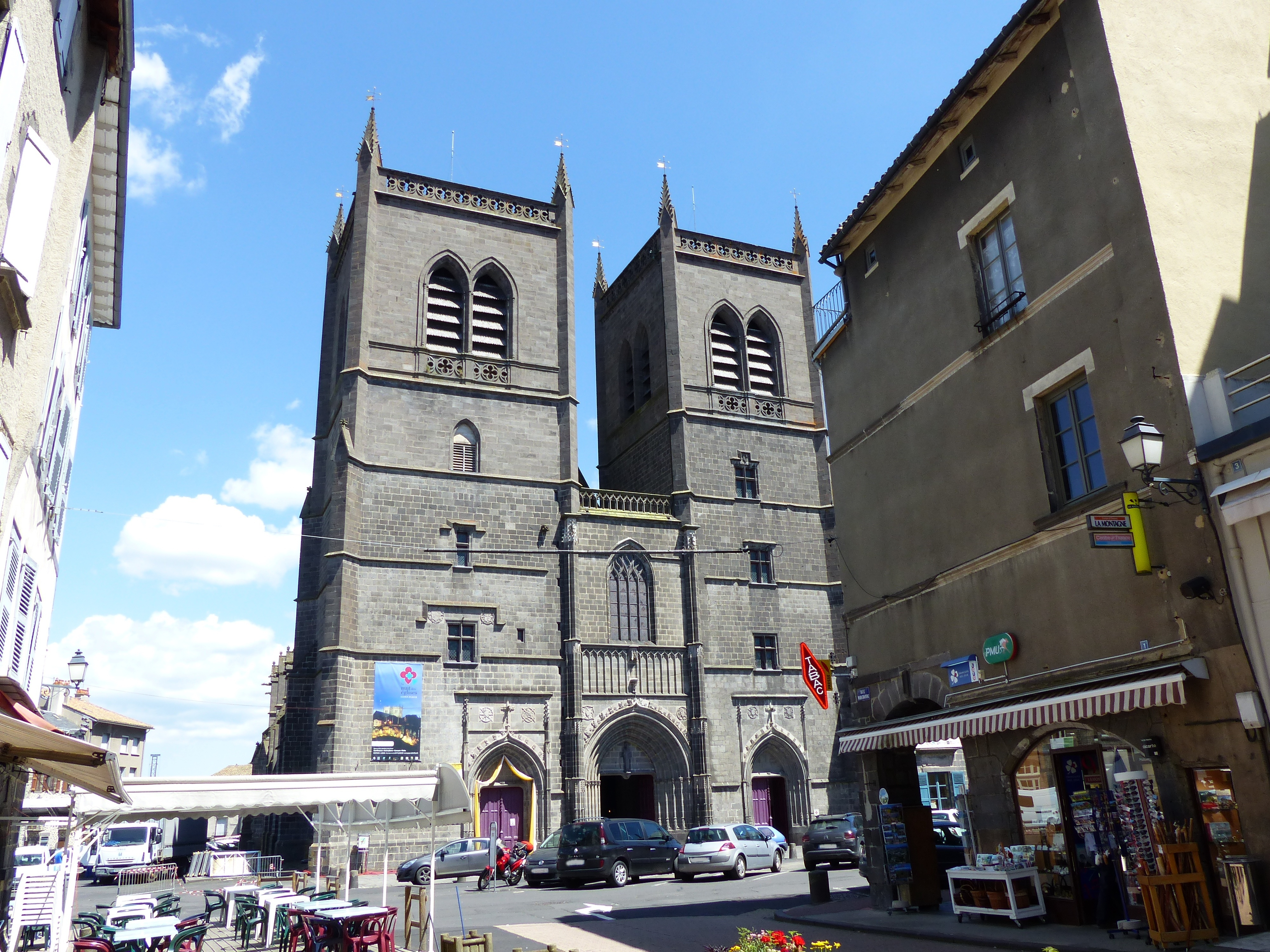
Saint-Flour

| Nom                    | Code Insee | Intercommunalité                   | Superficie (km2) | Population (dernière pop. légale) | Densité (hab./km2) | Modifier                                    |
| ---------------------- | ---------- | ---------------------------------- | ---------------- | --------------------------------- | ------------------ | ------------------------------------------- |
| Aurillac               | 15014      | CA du Bassin d'Aurillac            | 28,76            | 26 189 (2022)                     | 911                | modifier les données · modifier les données |
| Saint-Flour            | 15187      | CC Saint-Flour Communauté          | 27,14            | 6 390 (2022)                      | 235                | modifier les données · modifier les données |
| Arpajon-sur-Cère       | 15012      | CA du Bassin d'Aurillac            | 47,67            | 6 363 (2022)                      | 133                | modifier les données · modifier les données |
| Ytrac                  | 15267      | CA du Bassin d'Aurillac            | 38,37            | 4 316 (2022)                      | 112                | modifier les données · modifier les données |
| Mauriac                | 15120      | CC du Pays de Mauriac              | 27,61            | 3 503 (2022)                      | 127                | modifier les données · modifier les données |
| Riom-ès-Montagnes      | 15162      | CC du Pays Gentiane                | 46,48            | 2 403 (2022)                      | 52                 | modifier les données · modifier les données |
| Naucelles              | 15140      | CA du Bassin d'Aurillac            | 11,69            | 2 164 (2022)                      | 185                | modifier les données · modifier les données |
| Maurs                  | 15122      | CC de la Châtaigneraie Cantalienne | 30,84            | 2 131 (2022)                      | 69                 | modifier les données · modifier les données |
| Jussac                 | 15083      | CA du Bassin d'Aurillac            | 18,43            | 2 040 (2022)                      | 111                | modifier les données · modifier les données |
| Vic-sur-Cère           | 15258      | CC Cère et Goul en Carladès        | 29,37            | 1 908 (2022)                      | 65                 | modifier les données · modifier les données |
| Massiac                | 15119      | CC Hautes Terres Communauté        | 34,78            | 1 801 (2022)                      | 52                 | modifier les données · modifier les données |
| Murat                  | 15138      | CC Hautes Terres Communauté        | 20,26            | 1 770 (2022)                      | 87                 | modifier les données · modifier les données |
| Neuvéglise-sur-Truyère | 15142      | CC Saint-Flour Communauté          | 125,23           | 1 689 (2022)                      | 13                 | modifier les données · modifier les données |
| Ydes                   | 15265      | CC Sumène Artense                  | 17,36            | 1 633 (2022)                      | 94                 | modifier les données · modifier les données |
| Saint-Paul-des-Landes  | 15204      | CA du Bassin d'Aurillac            | 19,00            | 1 538 (2022)                      | 81                 | modifier les données · modifier les données |

### Arrondissements

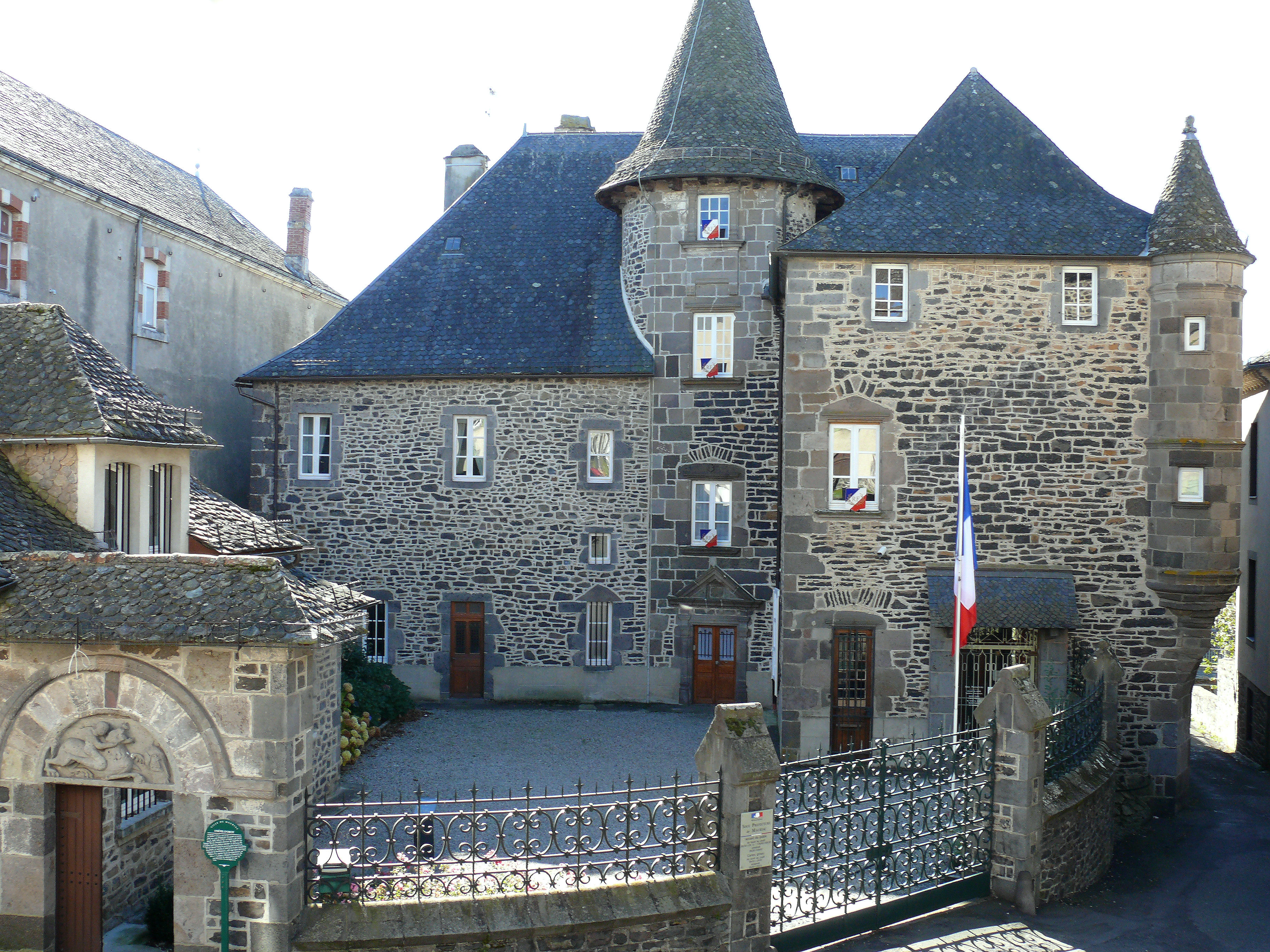
Sous-préfecture de Mauriac.

| Nom                           | Code Insee | Superficie (km2) | Population (dernière pop. légale) | Densité (hab./km2) | Modifier             |
| ----------------------------- | ---------- | ---------------- | --------------------------------- | ------------------ | -------------------- |
| Arrondissement d'Aurillac     | 151        | 1 936,90         | 82 808 (2022)                     | 43                 | modifier les données |
| Arrondissement de Mauriac     | 152        | 1 278,50         | 24 990 (2022)                     | 20                 | modifier les données |
| Arrondissement de Saint-Flour | 153        | 2 510,60         | 36 601 (2022)                     | 15                 | modifier les données |
| Cantal                        | 15         | 5 726,00         | 144 399 (2022)                    | 25                 | modifier les données |

## Culture

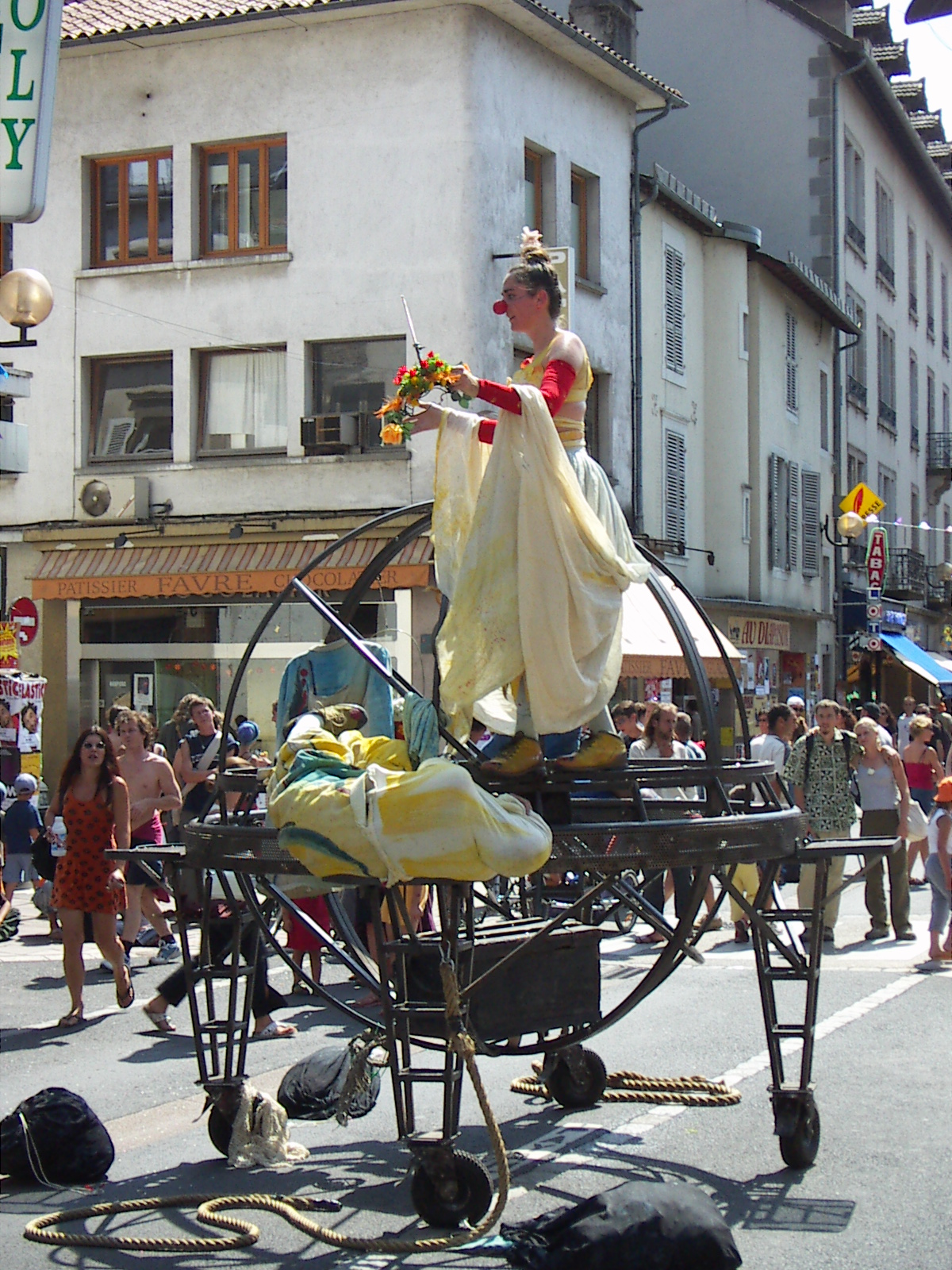
Festival international de théâtre de rue d'Aurillac.

L'offre culturelle, dans cette zone rurale, est moins développée que dans la large ceinture plus urbaine qui entoure le Massif central. Alors que les produits culturels multimédia sont largement accessibles via internet, le spectacle vivant et les arts picturaux le sont beaucoup moins, il y existe peu de structures de diffusion, (l'enclavement étant un autre frein).[réf. souhaitée]
Toutefois, on observe la présence forte de certaines formes, essentiellement à Aurillac. Abritant le Festival international de théâtre de rue et son lieu de production, la ville voit l'apparition d'un pôle regroupant l'ensemble des secteurs de la danse (formation, création, diffusion, pratique amateur, scène conventionnée, enseignement supérieur et secondaire, centre de recherche et ressources, 7 compagnies implantées, etc.) autour du Campus chorégraphique La Manufacture et le développement des cultures urbaines. Des communautés de communes comme celle de Sumène-Artense apportent néanmoins une diversité et une pluralité dans le spectacle vivant et plus particulièrement musical dans des zones justement desservies par ces services.
La campagne permet d'accueillir de nombreux festivals comme la Vachement Rock d'Anglards-de-Salers.
Différentes fêtes à thèmes marquent l'attachement du territoire aux produits de terroir : fête de la gentiane à Riom-es-Montagnes, foire à la châtaigne à Mourjou, fête de cornets à Murat, fête de l'estive à Allanche, fête de la noix à Sénezergues, fête de tarte à la tome à Raulhac, fête des tripoux à Thiézac, fête des palhas à Massiac, renaissance du sarrasin à Boisset…
Le Cantal dispose d'un patrimoine ancien et riche grâce au grand nombre d'églises romanes, de châteaux, de cités médiévales (Murat, Marcolès, Saint-Flour…), de villages de caractère (Salers, Tournemire, Lavigerie, Mandailles, Albepierre…), de burons ainsi qu'un riche petit patrimoine : croix en pierre, fontaines, fours anciens, maisons bourgeoises, etc.

### Personnalités

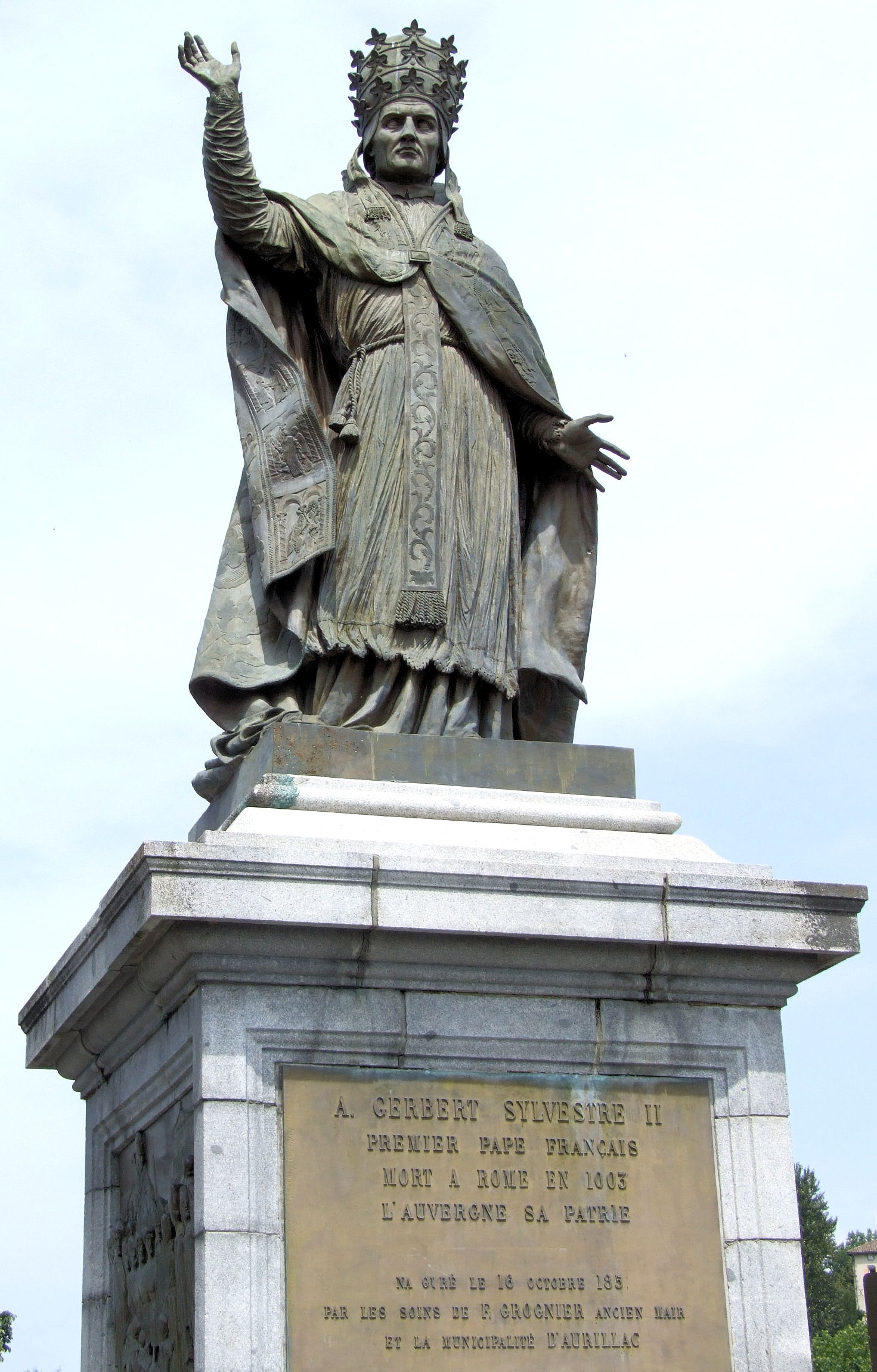
Sylvestre II, Gerbert d'Aurillac, Pape de 999 à 1003

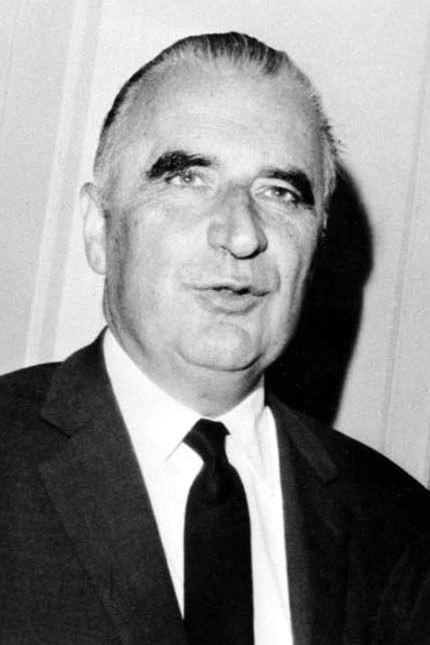
Georges Pompidou, né à Montboudif, Président de la République de 1969 à 1974.

Voir Catégorie:Personnalité liée au Cantal

## Tourisme
Le tourisme est l'une des principales ressources du département du Cantal puisqu'il représente 15 % de son PIB. Le département se compose de plusieurs régions touristiques dont le Massif cantalien, le pays de Salers, le pays de Saint-Flour, le pays d'Aurillac et la châtaigneraie cantalienne.
Les deux principaux pôles touristiques du Cantal sont le Puy Mary (classé Grand Site National de France) et la station du Lioran (la plus importante station du Massif Central).

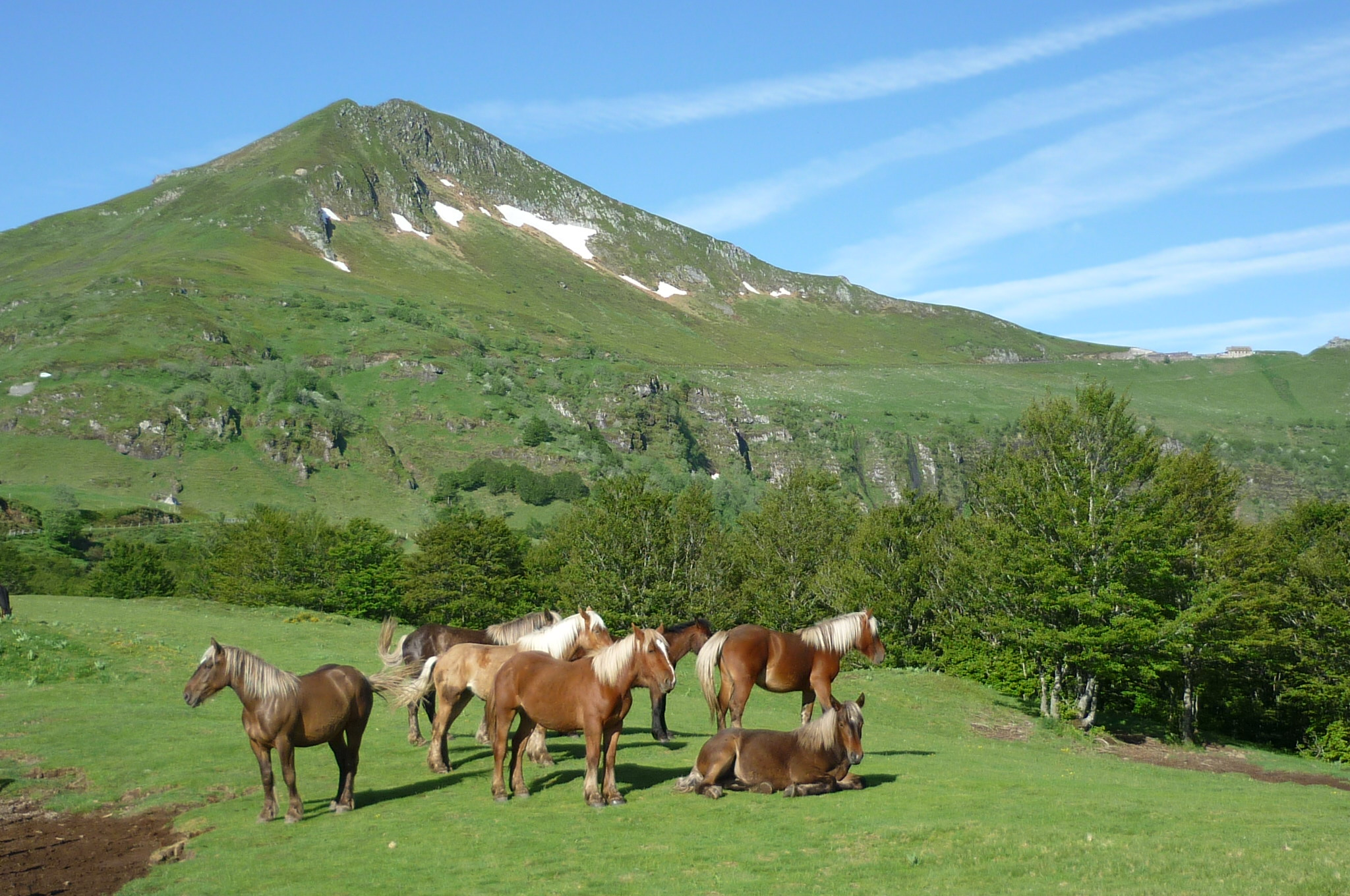
Puy Mary
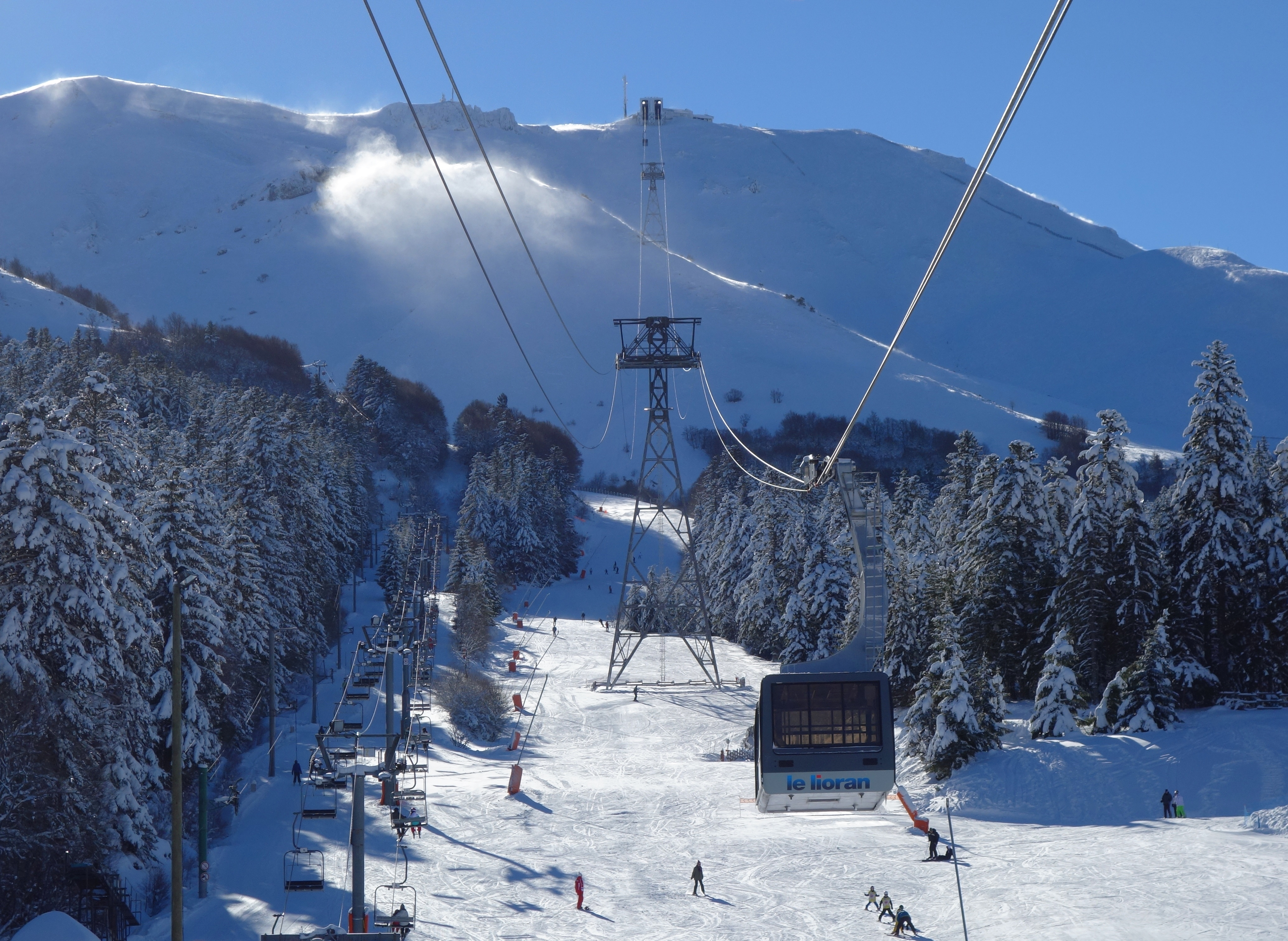
Station de sports d'hiver du Lioran
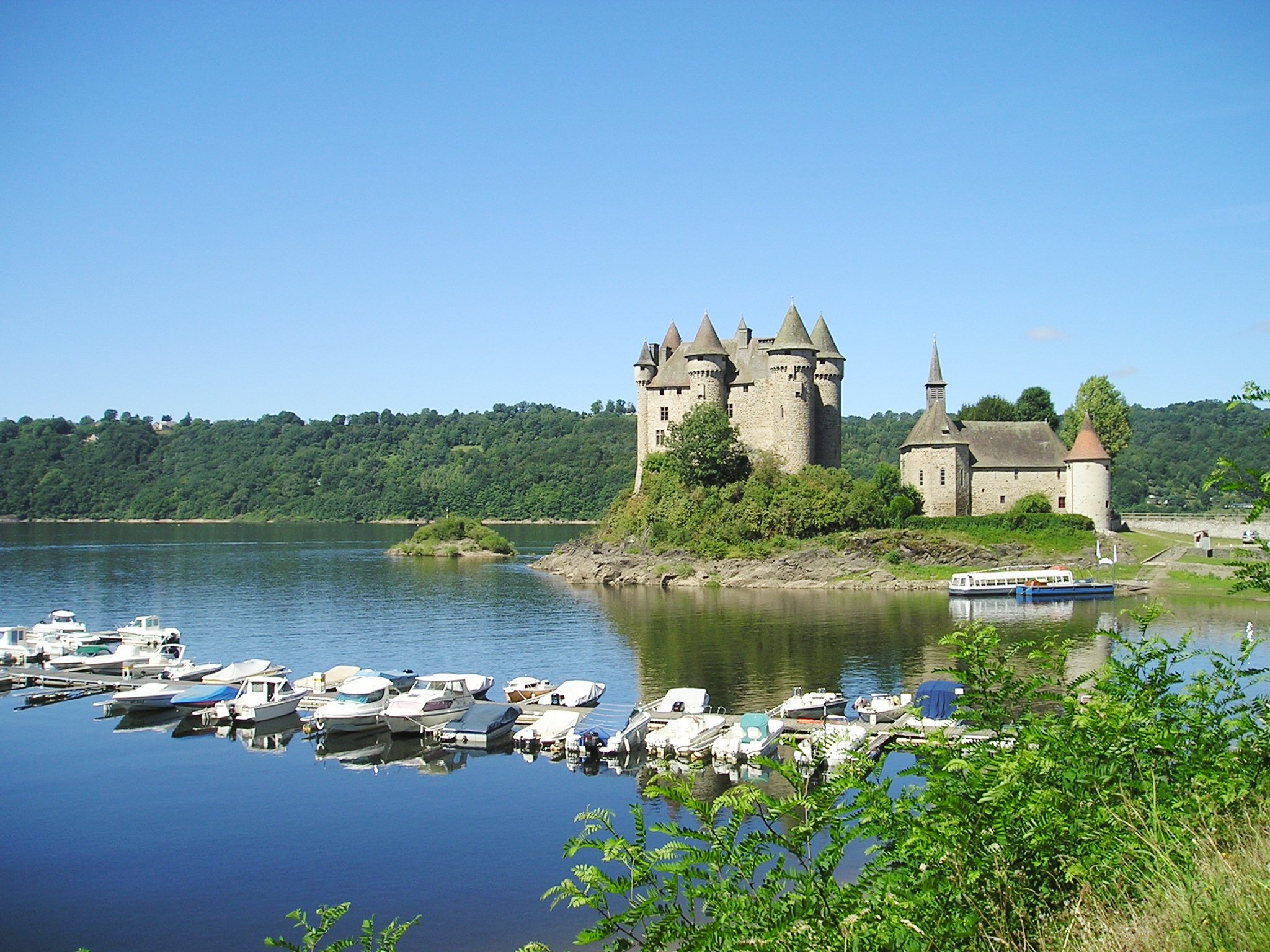
Lac de Bort-les-Orgues et château de Val.
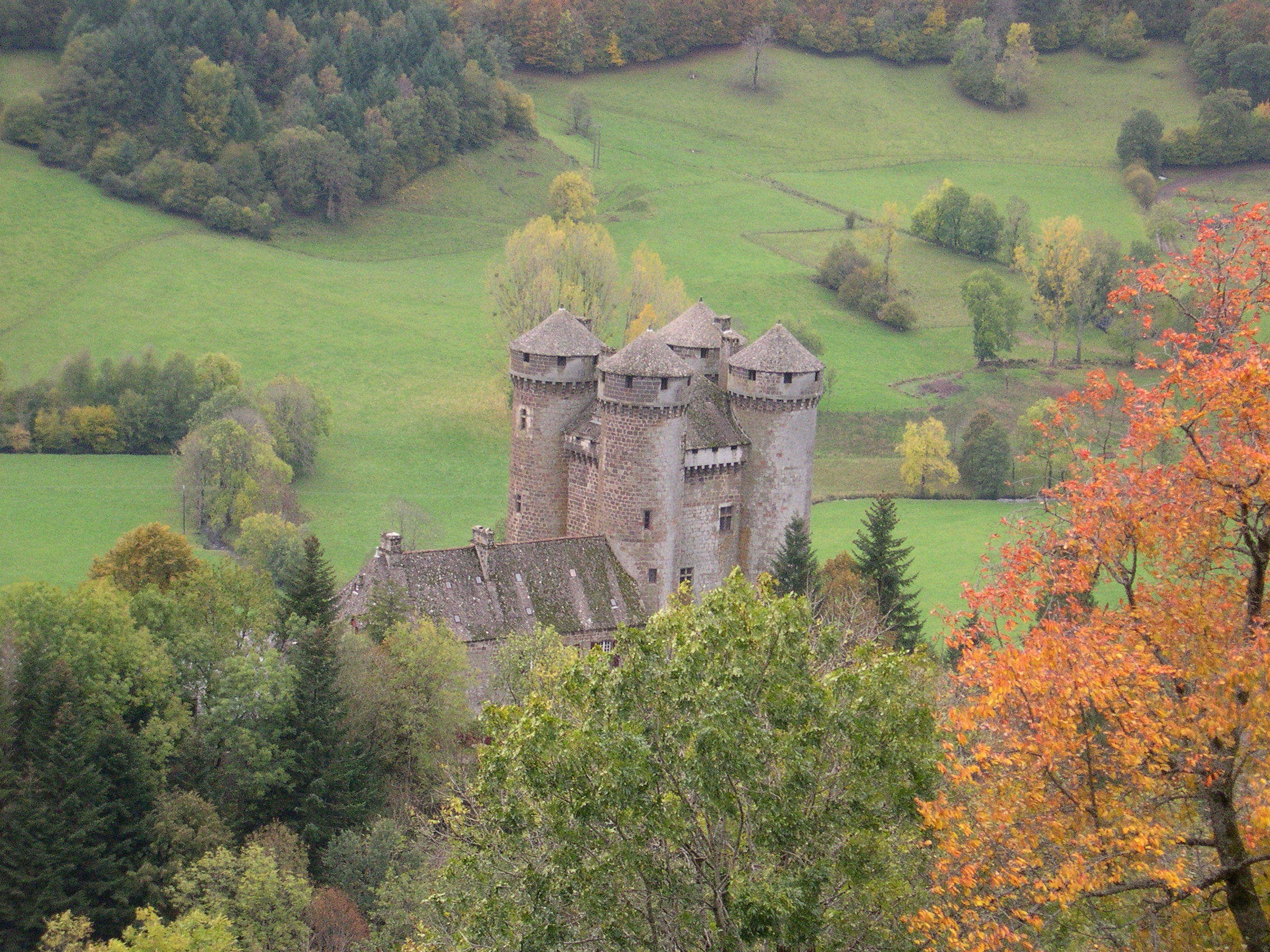
Château d'Anjony à Tournemire.
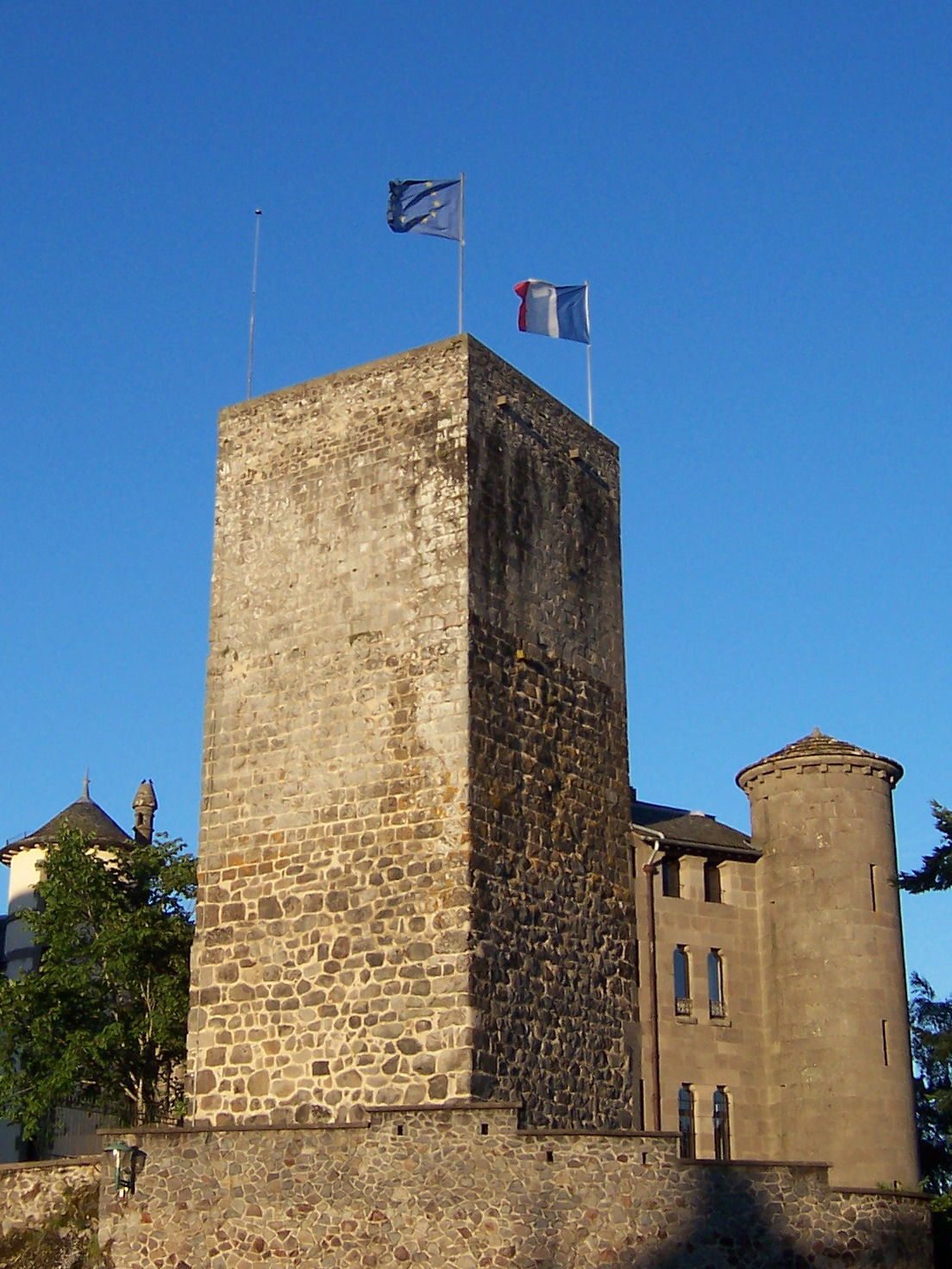
Muséum des volcans au Château Saint-Étienne d'Aurillac.
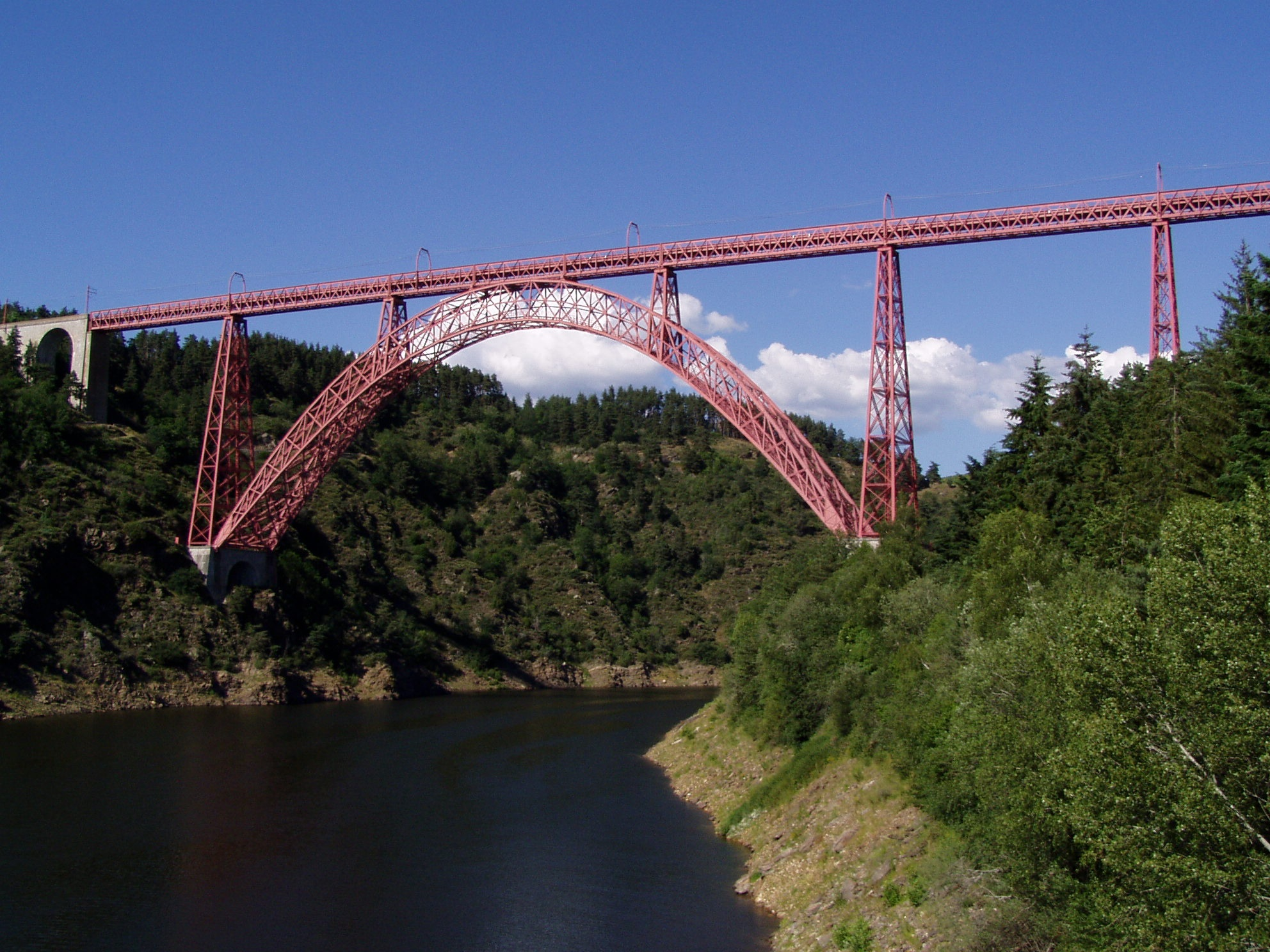
Viaduc de Garabit.
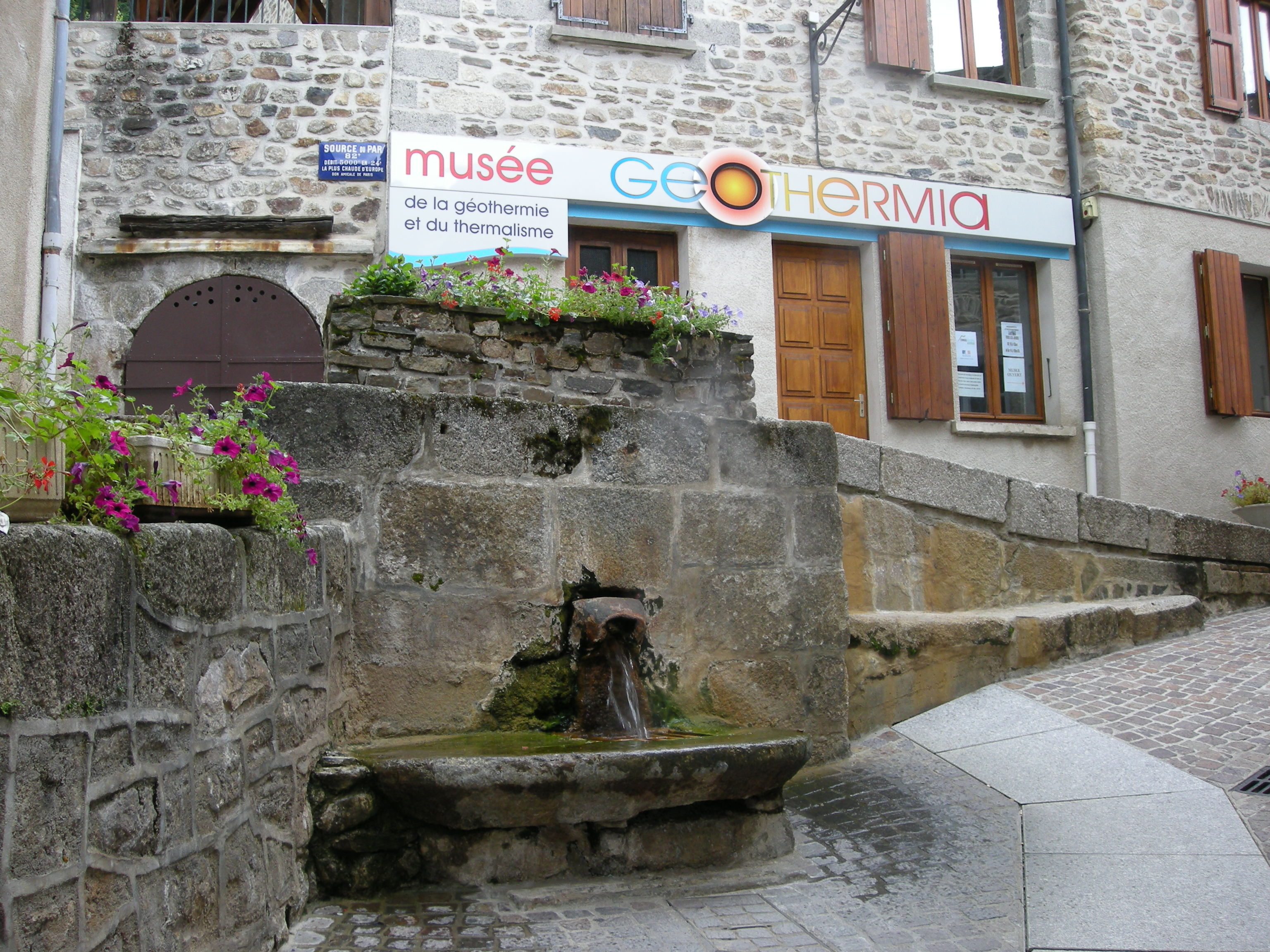
Station thermale de Chaudes-Aigues.

### Résidences secondaires
Selon le recensement général de la population du 1er janvier 2013, 20,4 % des logements disponibles dans le département étaient des résidences secondaires.
Ce tableau indique les principales communes du Cantal dont les résidences secondaires et occasionnelles dépassent 20 % des logements totaux en 2013 :
| Ville                                       | Population municipale | Nombre de logements | Rés. secondaires | % Rés. secondaires |
| ------------------------------------------- | --------------------- | ------------------- | ---------------- | ------------------ |
| Laveissière (station du Lioran)             | 552                   | 1 318               | 1 039            | 78,83 %            |
| Saint-Jacques-des-Blats (station du Lioran) | 329                   | 432                 | 265              | 61,34 %            |
| Marcenat                                    | 506                   | 493                 | 219              | 44,42 %            |
| Pleaux                                      | 1 541                 | 1 663               | 735              | 44,20 %            |
| Menet                                       | 538                   | 472                 | 193              | 40,84 %            |
| Chaudes-Aigues                              | 913                   | 868                 | 345              | 39,75 %            |
| Saint-Urcize                                | 511                   | 423                 | 156              | 36,80 %            |
| Champs-sur-Tarentaine-Marchal               | 1 040                 | 900                 | 310              | 34,42 %            |
| Siran                                       | 494                   | 362                 | 121              | 33,43 %            |
| Trizac                                      | 509                   | 488                 | 162              | 33,23 %            |
| Thiézac                                     | 614                   | 547                 | 179              | 32,75 %            |
| Neuvéglise                                  | 1 095                 | 811                 | 231              | 28,45 %            |
| Condat                                      | 1 022                 | 825                 | 203              | 24,63 %            |
| Vic-sur-Cère                                | 1 964                 | 1 435               | 347              | 24,15 %            |

- Insee - Base chiffres clés : logement 2013 (chiffres au 01/01/2013)